# Pirmasens
Pirmasens (auf der ersten Silbe betont; pfälzisch Bärmesens ['bɛɒməsens]) ist eine kreisfreie Stadt in Rheinland-Pfalz. Sie liegt am Westrand des Pfälzerwalds und ist Verwaltungssitz des Landkreises Südwestpfalz und der Verbandsgemeinde Pirmasens-Land, von denen sie umschlossen ist.
Der Name geht auf den heiligen Pirminius zurück, der das Kloster in der nahen Landstadt Hornbach gründete. Von dort aus wurde der Klosterhof Pirminiseusna betrieben, der zur Keimzelle der Stadt wurde (siehe auch Pirminius und das Kloster Hornbach).
Pirmasens erlebte Blütezeiten als Garnison- und Residenzstadt im 18. Jahrhundert und später als deutsche Schuhmetropole im 19. und 20. Jahrhundert. Dazwischen gab es immer wieder tiefgreifende wirtschaftliche Krisen, auch heute befindet sich die Stadt nach der weitgehenden Verlagerung der Schuhproduktion ins Ausland noch in einem anhaltenden Strukturwandel.

## Geographie

### Lage
Pirmasens liegt am südwestlichen Rand des Pfälzerwalds im Nordwesten des Wasgaus, der vom Südteil des Pfälzerwalds gebildet wird. Unmittelbar westlich schließt sich zum Zweibrücker Hügelland gehörende Pirmasenser Hügelland an. Die mittlere Höhe der hügeligen Kernstadt beträgt 387 m. Die Stadt wird komplett vom Landkreis Südwestpfalz umschlossen. Im Westen liegen die kreisfreie Stadt Zweibrücken und der Saarpfalz-Kreis, im Norden die Landkreise Kusel und Kaiserslautern, im Nordosten der Landkreis Bad Dürkheim, im Osten der Landkreis Südliche Weinstraße und im Süden die Staatsgrenze zu Frankreich mit den Départements Moselle und Bas-Rhin. Nachbargemeinden sind – im Uhrzeigersinn – Rodalben, Münchweiler an der Rodalb, Lemberg, Obersimten, Vinningen, Bottenbach, Nünschweiler, Höheischweiler und Petersberg.

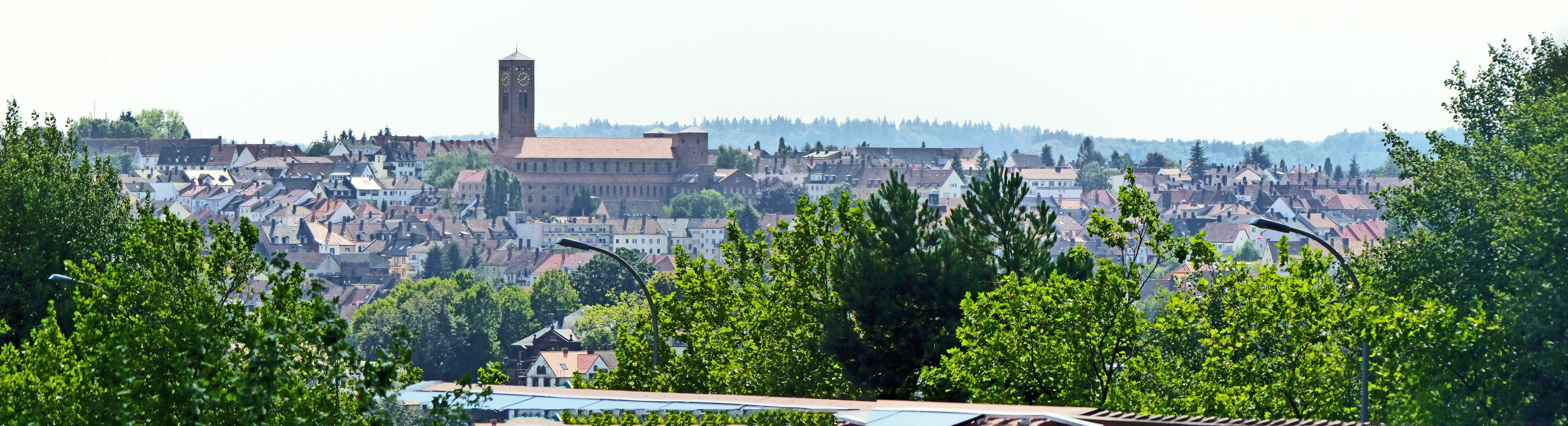
Pirmasens 2015

### Stadtgliederung
Die Kernstadt ist in acht Teile gegliedert: Der historische Kern erstreckt sich über den westlichen Hang des Horebs, auf dessen Höhe sich ausgedehnte Wohngebiete anschließen. Um den Horeb herum liegen im Uhrzeigersinn der Kirchberg im Süden, das Winzler Viertel im Westen, der Schachen im Nordwesten und die Husterhöhe im Norden. An der Peripherie gelegen sind noch weiter im Norden der Sommerwald – ehemals Maler-Bürkel-Siedlung –, im Südosten die Ruhbank und ganz im Westen der Erlenteich.

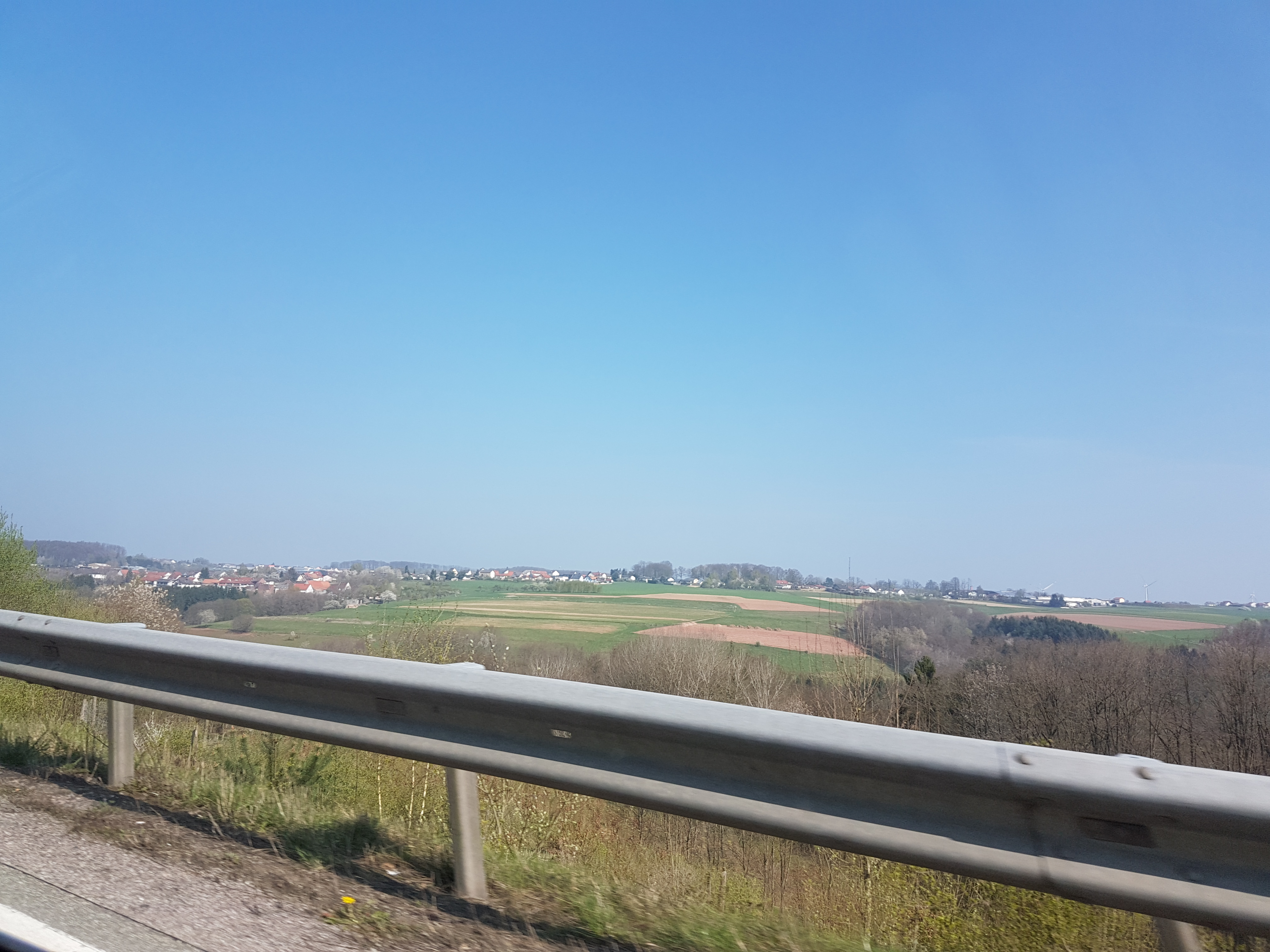
Stadtteil Hengsberg

Bei den sieben Ortsbezirken – Erlenbrunn, Fehrbach, Gersbach, Hengsberg, Niedersimten, Windsberg, Winzeln – handelt es sich um ehemals selbständige, später eingemeindete Dörfer; seither ist der Bürgermeister durch einen Ortsvorsteher ersetzt. Die Befugnisse des früheren Gemeinderats sind überwiegend auf den Stadtrat, in geringerem Ausmaß ebenso auf den neuen Ortsbeirat übergegangen.
- Siehe auch: Liste der Orte in der kreisfreien Stadt Pirmasens

### Klima

Klimadiagramm von Pirmasens

### Auf sieben Hügeln erbaut
Einem geflügelten Wort zufolge sei Pirmasens – ähnlich wie Rom – auf sieben Hügeln erbaut. Tatsächlich zählt man sieben Erhebungen im Bereich der Kernstadt: Der Horeb, an dessen Fuß der Ort ursprünglich gegründet wurde; der Blocksberg mit dem Winzler Viertel, der Schachen und die Husterhöhe, auf deren Flanken sich die Stadt bis ca. 1900 erweitert hatte; der Kirchberg und der Sommerwald als Neuerschließungen im 20. Jahrhundert sowie der Sengelsberg mit der Ruhbank, das 1956 nach Pirmasens umgemeindet wurde. Nach 1969 wurden noch die Ortsbezirke eingemeindet, die bei den sieben Hügeln allerdings nicht mitgezählt werden.

### Gewässer
Am südlichen Stadtrand entspringt die Felsalb, die bereits kurze Zeit später von links den Erkelsbach empfängt, anschließend Niedersimten passiert, wo sie von links den Gersbach und dann von rechts den Großen sowie den Kleinen Littersbach aufnimmt; danach bildet sie die Grenze zu Vinningen. Am westlichen Rand der Kernstadt entspringt der Blümelsbach, der sich anschließend s-förmig zwischen Hengsberg und Windsberg hindurchwindet und nordwestlich von Windsberg die Grenze zu Nünschweiler bildet. Im Osten der Gemarkung entspringt der Lamsbach, der nach rund zwei Kilometern von links durch den Dankelsbach verstärkt wird. Am Lamsbach ist der Eisweiher angestaut. Am nördlichen Stadtrand nimmt der nach Norden verlaufende Steinbach seinen Anfang, der – genau wie der Lamsbach – in die Rodalb mündet. Letztere bildet im Südosten teilweise die Gemarkungsgrenze zu Lemberg.

## Geschichte

### Ortsname
Die älteste erhaltene urkundliche Erwähnung von Pirmasens, die aus der Zeit um 860 stammt und in einer Kopie aus dem 10. Jahrhundert überliefert ist, lautet in loco, qui nunc vocatur Pirminiseusna ‘am Ort, der nun Pirminiseusna genannt wird’ lautet. Sprachgeschichtlich liegt ein Kompositum vor: Das Bestimmungswort ist der Heiligenname Pirminius und steht für den Gründer des Klosters Hornbach, dem die Siedlung gehörte; bis 1360/61 blieb Pirmasens eine vom Kloster Hornbach abhängige Pfarrei. Das Grundwort ist althochdeutsch *einasna ‘Einzelanwesen’. Die ursprüngliche Bedeutung des Ortsnamens ist damit ‘Einsiedelei des Heiligen Pirminius’.

### Mittelalter und Neuzeit bis 1900

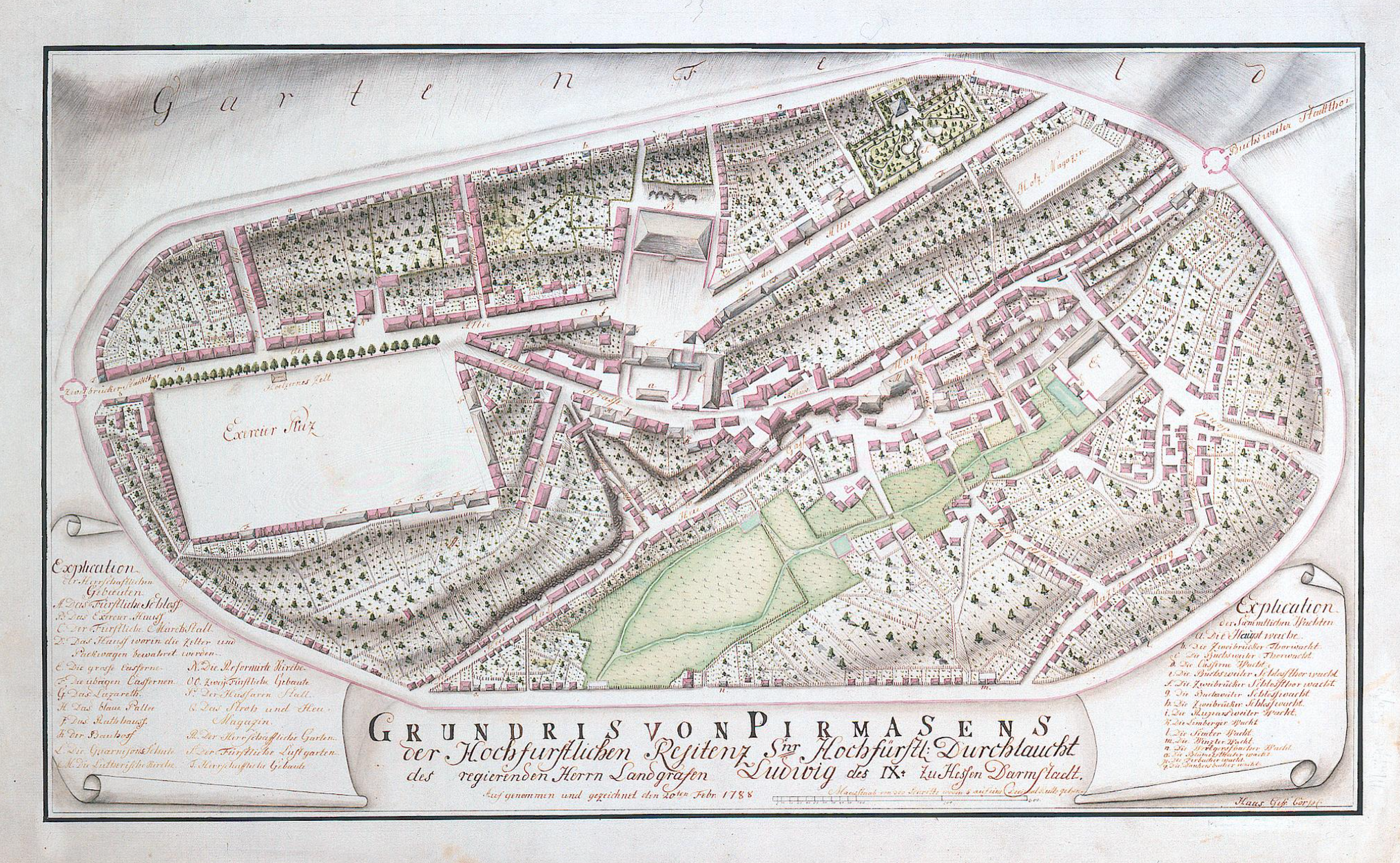
Karte von Pirmasens im Jahr 1788

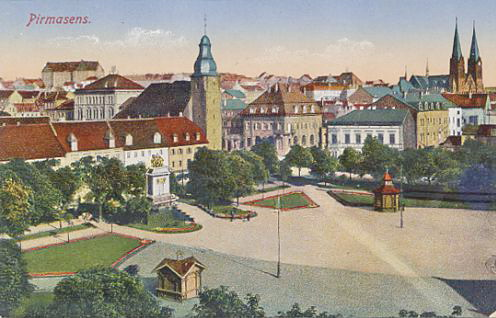
Pirmasens um 1910 mit Blick auf den Exerzierplatz, Johanneskirche (links) und Pirminiuskirche (rechts)

Zusammen mit Hornbach gehörte Pirmasens ursprünglich zum Bistum Metz und gelangte 1087 durch eine Schenkung Kaiser Heinrichs IV. an das Bistum Speyer. Wohl Anfang des 12. Jahrhunderts kam das Klostergebiet unter die Vogtei der Grafschaft Saarbrücken und durch Erbteilung 1182/90 zur neuen Grafschaft Zweibrücken. Bald wurde diese Grafschaft wieder geteilt, so dass Pirmasens ab Ende des 13. Jahrhunderts zur Grafschaft Zweibrücken-Bitsch gehörte. 1570 starben die Grafen von Zweibrücken-Bitsch mit Jakob aus. Dadurch kam es zum Erbstreit zwischen den Schwiegersöhnen der beiden letzten Grafen, Philipp V. von Hanau-Lichtenberg und Philipp I. von Leiningen-Westerburg. Philipp V. konnte sich zunächst durchsetzen, geriet aber durch die sofortige Einführung der Reformation in Konflikt mit dem Lehnsherrn der ererbten Gebiete, dem römisch-katholischen Herzog Karl III. von Lothringen. Dieser besetzte 1572 beide Teile der alten Grafschaft Zweibrücken-Bitsch, die Herrschaft Bitsch im Süden und das Amt Lemberg im Norden, zu dem Pirmasens gehörte. Erst 1606 verließen die lothringischen Truppen nach 34-jährigem Rechtsstreit vor dem Reichskammergericht das Gebiet. In einem Vergleich wurde das Gebiet geteilt; Bitsch gelangte zu Lothringen, das Amt Lemberg wurde endgültig der Grafschaft Hanau-Lichtenberg zugesprochen. Innerhalb des Amtes wurde Pirmasens Sitz der Amtsschultheißerei Pirmasens.
Das nächste Jahrhundert brachte durch die vielen Kriege regelmäßige Verwüstungen der Region, zusätzlich dezimierten Seuchen die Bevölkerung. Während des Dreißigjährigen Krieges verheerten 1622 und 1634 kaiserliche Truppen den Ort. Von etwa 235 Einwohnern im Jahr 1620 sank die Einwohnerzahl auf etwa 40 im Jahr 1657. Eine vorübergehende Erholung wurde unterbrochen durch eine Pestepidemie 1666 und das Niederbrennen des Dorfes durch französische Truppen im Jahr 1677. Im Pfälzischen Erbfolgekrieg (1688–1697) zogen erneut französische Truppen durch die Region, auch wenn kaum Kampfhandlungen in der unmittelbaren Umgebung stattfanden. Die benachbarte Burg Lemberg wurde 1689 endgültig zerstört. Da Pirmasens am Ende des Krieges in besserem Zustand war als das fast komplett verlassene Lemberg, wurde der Sitz des Amtes Lemberg 1697 nach Pirmasens verlegt. Dies machte das Dorf zum wichtigsten Ort der Umgebung. Auch die Bevölkerungszahl erholte sich langsam durch die Zuwanderung von Religionsflüchtlingen aus unter anderem der Schweiz und Tirol. Eine weitere Aufwertung bedeutete der Bau eines Jagdschlosses unter Graf Johann Reinhard III. Anfang des 18. Jahrhunderts. Mit dessen Tod 1736 fiel Pirmasens an seinen Enkel, den (Erb-)Landgrafen Ludwig IX. von Hessen-Darmstadt.
Ludwig bevorzugte Pirmasens als Residenz gegenüber der eigentlichen hanau-lichtenbergischen Hauptstadt Buchsweiler. Das stand unter Hoheit des französischen Königs, der dort die Aufstellung bewaffneter Truppen verbot. Im zum Reichsgebiet gehörenden Pirmasens konnte Ludwig dagegen nach preußischem Vorbild Soldaten anwerben. Er ließ das Jagdschloss seines Großvaters ausbauen, verlieh der Siedlung 1763 die Stadtrechte und blieb auch nach Übernahme der Macht in Hessen-Darmstadt 1768 hier. Pirmasens wurde zur Hauptgarnison der Hessen-darmstädtischen Armee. Die Stadt bekam eine Stadtmauer, einen Exerzierplatz und die zum Zeitpunkt der Erbauung nach der im russischen Sankt Petersburg größte Exerzierhalle Europas. Mit dem Tod des Landgrafen 1790 wurde die Residenz verlegt und die Garnison verkleinert. Die kurze Blütezeit der Stadt war zu Ende und auch die Garnisonszeit endete 1792, als die letzten darmstädtischen Truppen vor der anrückenden Französischen Revolution abgezogen wurden. 1793 schlugen die Preußen die französische Moselarmee in der Schlacht bei Pirmasens, konnten den Sieg aber nicht ausnutzen. Noch Ende des Jahres wurde Pirmasens französisch besetzt. Von 1798 bis 1814, als die Pfalz Teil der Französischen Republik (bis 1804) und anschließend Teil des Napoleonischen Kaiserreichs war, war Pirmasens Sitz des gleichnamigen Kantons sowie der gleichnamigen Mairie, die zusätzlich Fehrbach und Ruppertsweiler umfasste. 1815 wurde der Ort Österreich zugeschlagen, wechselte aber kurz darauf mit der gesamten Pfalz zum Königreich Bayern. Von 1818 bis 1862 war die Stadt Sitz des nach ihr benannten Landkommissariats, das anschließend in ein Bezirksamt umgewandelt wurde.
Einen erneuten Aufschwung für die Stadt brachten der Wegfall der Grenze nach Süden durch die Angliederung von Elsass-Lothringen 1871 und der Eisenbahnanschluss nach Landau und Zweibrücken 1875. Die stetig an Bedeutung gewinnende Schuhindustrie profitierte von der Industrialisierung und der Erschließung neuer Absatzmärkte. Die Bevölkerungszahl nahm eine ähnliche Entwicklung wie in anderen Industriestädten und stieg bis zur Jahrhundertwende stark an von unter 10.000 auf über 30.000 Einwohner.

### Seit 1900
Die Encyclopædia Britannica aus dem Jahr 1911 vermerkt unter dem Stichwort Pirmasens:

„Stadt in Deutschland, in der bayerischen Pfalz; 40 Meilen westlich von Speyer, 34.002 Einwohner (1905), an der Eisenbahnlinie von Biebermühle. Die einzig bemerkenswerten Gebäude sind das Rathaus und die evangelische Hauptkirche die ein schönes Denkmal von Ludwig IX (gest. 1790), dem Landgrafen von Hessen Darmstadt, enthält. Hauptindustrie ist die Produktion von Stiefeln und Schuhen, aber es werden auch Musikinstrumente, Leder und Maschinen hergestellt.“

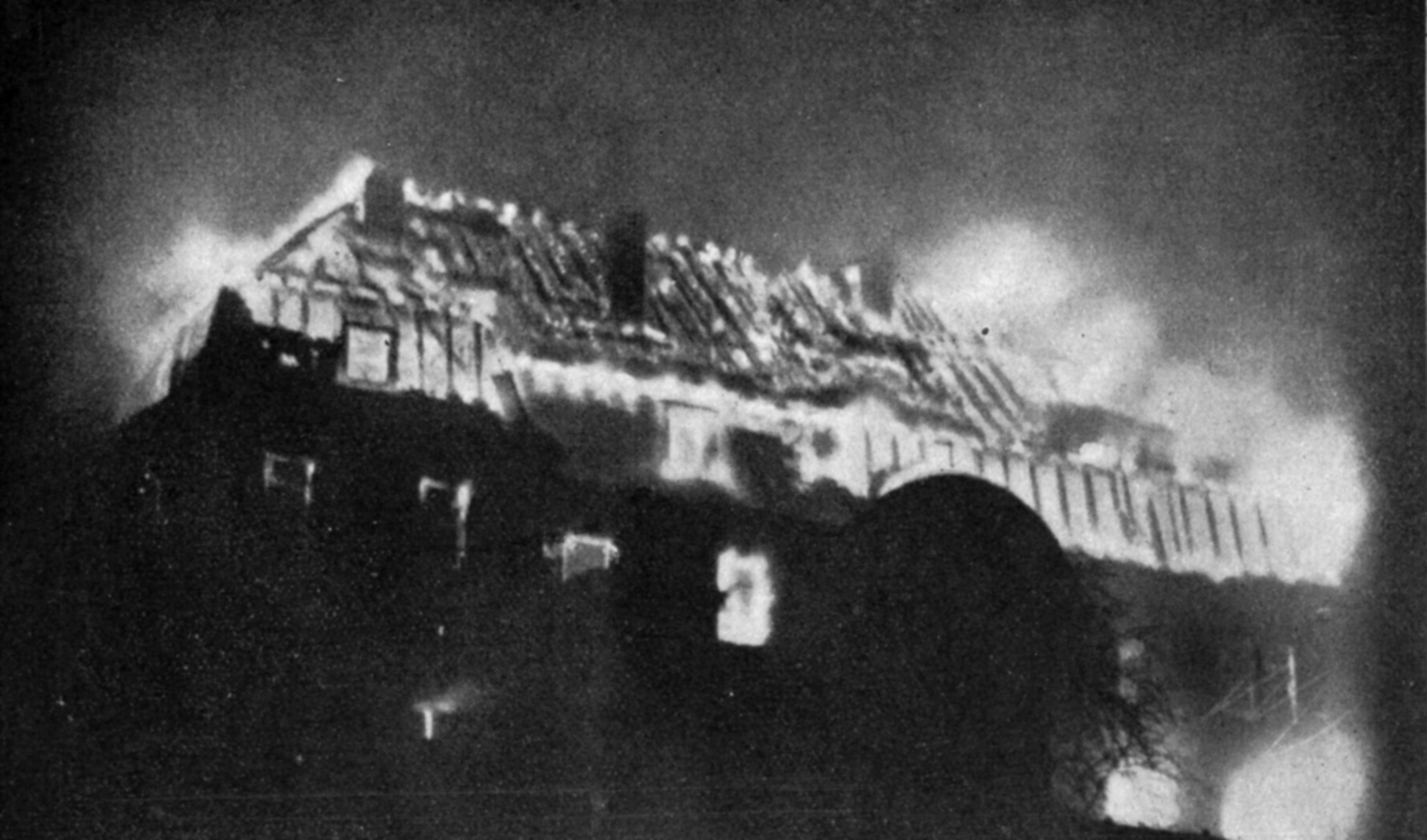
Brennendes Bezirksamt 1924

Nach dem Ersten Weltkrieg gehörte Pirmasens zum französischen Teil der Alliierten Rheinlandbesetzung. Am 1. März 1920 schied Pirmasens aus dem gleichnamigen Bezirksamt aus und war fortan kreisunmittelbare Stadt. Im November 1923 übernahmen pfälzische Separatisten die Kontrolle über die Stadt, ihre Herrschaft scheiterte aber an mangelnden Ressourcen und anhaltendem Widerstand von Bevölkerung und Beamtenschaft. Am 12. Februar 1924 stürmten Bürger das Bezirksamt, Sitz der separatistischen Stadtregierung, und setzten es in Brand, wobei mehrere Bürger und fast alle anwesenden Separatisten ums Leben kamen. Die Stadt erlebte große wirtschaftliche Instabilität durch den Verlust von Absatzmärkten wie Elsass-Lothringen und dem Saargebiet, die bis 1923 andauernde Inflation, und durch Zollgrenzen, die den Handel erschwerten.
Ähnlich wie in anderen pfälzischen Städten erlangten die Nationalsozialisten in Pirmasens früh eine größere Anhängerzahl. Bei den Stadtratswahlen im Dezember 1929 kurz nach Ausbruch der Weltwirtschaftskrise wurde die NSDAP stärkste Kraft, konnte aber nicht den populären Oberbürgermeister Otto Strobel verdrängen. 1933 übernahmen die Nationalsozialisten die vollständige Kontrolle über die Stadt. Nachdem Strobel zunächst ein Stadtkommissar beigestellt wurde, trat er aufgrund seiner faktischen Entmachtung 1934 zurück.  Nachdem ab 1935 – zuerst verdeckt und dann offen – militärische Verwaltungsbehörden eingerichtet worden waren, rückte Mitte Oktober 1937 als erster aktiver Truppenteil das Maschinengewehr-Bataillon 10 (M10) in Pirmasens ein. 1939 wurde das Bezirksamt in den bis heute bestehenden Landkreis Pirmasens – ab 1997 Landkreis Südwestpfalz umgewandelt, dessen Verwaltungssitz die Stadt ist, ohne ihm anzugehören. Bereits bei einem ersten alliierten Bombenangriff am 9. August 1944 gab es zahlreiche Todesopfer unter der Bevölkerung. Am 15. März 1945 folgte eine weitere Bombardierung, bei der die Innenstadt vollständig zerstört wurde. Am 22. März 1945 marschierten schließlich amerikanische Truppen in die Stadt ein, für die Bevölkerung bedeutete dies das Ende des Zweiten Weltkriegs.

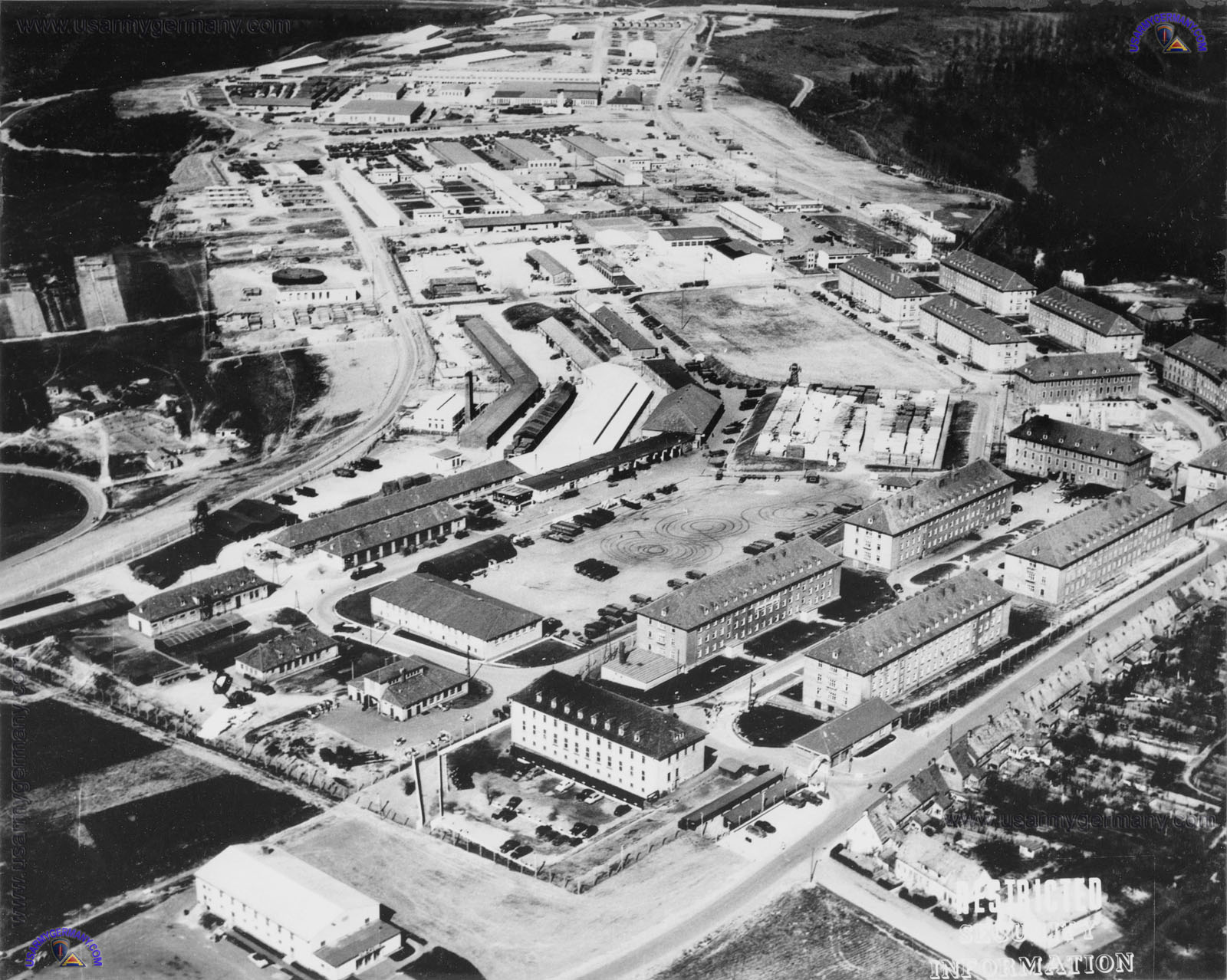
Husterhöh-Kaserne im Jahr 1953

Nach dem Zweiten Weltkrieg wurde die Stadt Teil der französischen Besatzungszone. Die Errichtung des Landes Rheinland-Pfalz wurde am 30. August 1946 als letztes Land in den westlichen Besatzungszonen durch die Verordnung Nr. 57 der französischen Militärregierung unter General Marie-Pierre Kœnig angeordnet. Am 20. Oktober 1956 wurde die bislang zu Lemberg gehörende Siedlung Ruhbank nach Pirmasens umgemeindet. Der in Pirmasens ansässige US-Sender „Pirmasens-Husterhöhe“ übertrug bei der ersten Mondlandung 1969 die Signale von Apollo 11 nach Houston/Texas. Im Zuge der ersten rheinland-pfälzischen Verwaltungsreform wurden am 7. Juni 1969 Erlenbrunn, Fehrbach, Hengsberg, Niedersimten und Winzeln nach Pirmasens eingemeindet. Im Gegenzug wechselte die weitab des übrigen Stadtgebiets liegende Siedlung Neuhof zur nahen Stadt Rodalben. Am 22. April 1972 folgten Gersbach und Windsberg. Im selben Jahr wurde die Stadt Sitz der neu gebildeten Verbandsgemeinde Pirmasens-Land, der sie selbst jedoch nicht angehört. 1989 wurde der Standort Pirmasens der FH Kaiserslautern eröffnet. Die US-amerikanischen Truppen räumten 1997 ihren Standort Husterhöhe fast vollständig.

## Bevölkerung

### Religion
1851 bis 1862 war hier der 2006 selig gesprochene Priester und Ordensgründer Paul Josef Nardini als katholischer Pfarrer tätig. Er starb in Pirmasens, und seine Grabkapelle neben der Pirminiuskirche ist heute eine offizielle Wallfahrtsstätte. Der von ihm begründete Orden der Armen Franziskanerinnen von der Heiligen Familie hatte von 1855 bis 1869 sein erstes Mutterhaus in Pirmasens und ist bis in die Gegenwart in der Stadt ansässig. Nardinis Vorgänger als Pfarrer war von 1807 bis 1842 der Lothringer Johann Michael Schang, der im Ruf der Heiligkeit stand und hinter der Pirminiuskirche begraben liegt. Seit 2004 befindet sich außerdem das Mutterhaus der Hildegardis-Schwestern vom Katholischen Apostolat in Pirmasens. Zudem existiert vor Ort die kirchliche Heinrich-Kimmle-Stiftung.
Am 9. November 1938 wurde die Synagoge während der „Novemberpogrome“ zerstört. Inzwischen erinnert eine Gedenktafel in der Synagogengasse an den Standort des Gebäudes. An das einst bedeutende jüdische Leben in der Stadt erinnern weiterhin die insgesamt drei jüdischen Friedhöfe und die zum Gedenken an Opfer des Nationalsozialismus – anstelle von Stolpersteinen – an ehemaligen Wohnorten und Wirkungsstätten angebrachten Erinnerungstafeln.

### Konfessionsstatistik
Laut der Volkszählung 2011 waren im Jahr 2011 47,5 % der Einwohner evangelisch und 30,6 % römisch-katholisch. 21,6 % waren konfessionslos, gehörten einer anderen Glaubensgemeinschaft an oder machten keine Angabe. Der Anteil der evangelischen und katholischen Kirchenmitglieder an der Gesamtbevölkerung ist seitdem gesunken. Ende Juni 2025 hatten 33,0 % der Einwohner die evangelische Konfession und 22,9 % die katholische. 44,1 % gehörten entweder einer anderen Glaubensgemeinschaft an oder waren konfessionslos.

### Einwohnerentwicklung
| Pirmasens: Einwohnerzahlen von 1620 bis 2023 | Pirmasens: Einwohnerzahlen von 1620 bis 2023 | Pirmasens: Einwohnerzahlen von 1620 bis 2023 | Pirmasens: Einwohnerzahlen von 1620 bis 2023 | Pirmasens: Einwohnerzahlen von 1620 bis 2023 |
| -------------------------------------------- | -------------------------------------------- | -------------------------------------------- | -------------------------------------------- | -------------------------------------------- |
| Jahr                                         |                                              |                                              |                                              | Einwohner                                    |
| 1620                                         | 1620                                         |                                              | 235                                          | 235                                          |
| 1657                                         | 1657                                         |                                              | 40                                           | 40                                           |
| 1661                                         | 1661                                         |                                              | 87                                           | 87                                           |
| 1667                                         | 1667                                         |                                              | 74                                           | 74                                           |
| 1681                                         | 1681                                         |                                              | 56                                           | 56                                           |
| 1722                                         | 1722                                         |                                              | 245                                          | 245                                          |
| 1741                                         | 1741                                         |                                              | 225                                          | 225                                          |
| 1790                                         | 1790                                         |                                              | 9.000                                        | 9.000                                        |
| 1801                                         | 1801                                         |                                              | 3.921                                        | 3.921                                        |
| 1815                                         | 1815                                         |                                              | 4.800                                        | 4.800                                        |
| 1863                                         | 1863                                         |                                              | 7.097                                        | 7.097                                        |
| 1875                                         | 1875                                         |                                              | 10.136                                       | 10.136                                       |
| 1890                                         | 1890                                         |                                              | 21.041                                       | 21.041                                       |
| 1896                                         | 1896                                         |                                              | 30.194                                       | 30.194                                       |
| 1925                                         | 1925                                         |                                              | 42.996                                       | 42.996                                       |
| 1933                                         | 1933                                         |                                              | 47.221                                       | 47.221                                       |
| 1939                                         | 1939                                         |                                              | 50.401                                       | 50.401                                       |
| 1950                                         | 1950                                         |                                              | 49.676                                       | 49.676                                       |
| 1970                                         | 1970                                         |                                              | 57.773                                       | 57.773                                       |
| 1987                                         | 1987                                         |                                              | 47.997                                       | 47.997                                       |
| 1998                                         | 1998                                         |                                              | 46.425                                       | 46.425                                       |
| 2000                                         | 2000                                         |                                              | 45.212                                       | 45.212                                       |
| 2005                                         | 2005                                         |                                              | 43.137                                       | 43.137                                       |
| 2010                                         | 2010                                         |                                              | 40.384                                       | 40.384                                       |
| 2011                                         | 2011                                         |                                              | 40.655                                       | 40.655                                       |
| 2015                                         | 2015                                         |                                              | 40.125                                       | 40.125                                       |
| 2019                                         | 2019                                         |                                              | 40.231                                       | 40.231                                       |
| 2023                                         | 2023                                         |                                              | 40.941                                       | 40.941                                       |
|                                              |                                              |                                              |                                              |                                              |

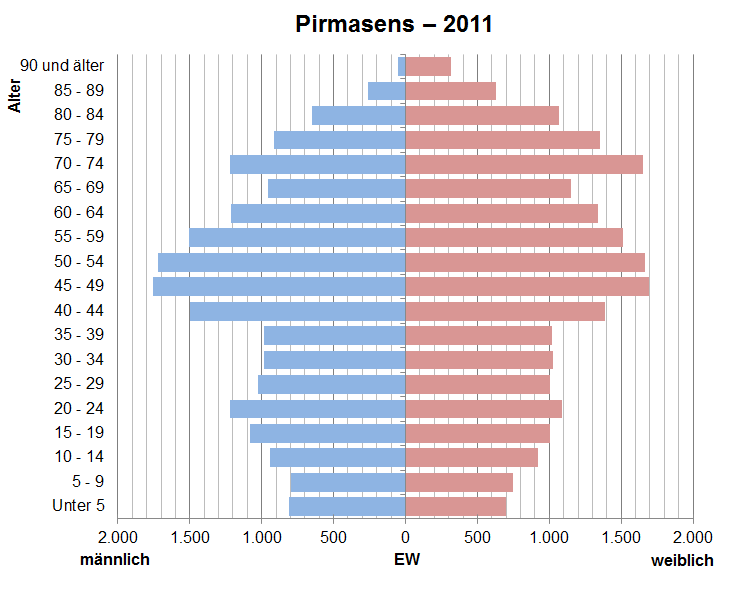
Bevölkerungspyramide für Pirmasens (Datenquelle: Zensus 2011)

Der Rückgang der Einwohnerzahl seit 1970 kann auf verschiedene Ursachen zurückgeführt werden. Der Abzug der US-Streitkräfte hatte einen Verlust von Arbeitsplätzen und Kaufkraft zur Folge. Die ungünstige Altersstruktur, der Mangel an Arbeitsplätzen und eine ungünstige infrastrukturelle Anbindung trugen ebenfalls dazu bei. Seit 2011 hat sich die Einwohnerzahl vorerst bei etwa 40.000 Einwohnern stabilisiert.
Seit dem Beginn der Flüchtlingskrise in Europa und in Deutschland im Jahre 2015 hat Pirmasens (Stand Anfang 2018) über 1300 Flüchtlinge aufgenommen. Das rheinland-pfälzische Integrationsministerium hat am 20. März 2018 einen Erlass an die kommunalen Ausländerbehörden verschickt, dass ab dem 26. März 2018 Flüchtlinge ohne Arbeitsplatz in Pirmasens nicht mehr nach Pirmasens ziehen dürfen.
Pirmasens nahm 135 % mehr Flüchtlinge auf, als vorgeschrieben gewesen wäre; die günstigen Mieten in Pirmasens gelten als ein Pull-Faktor.

## Politik

### Stadtrat
Der Stadtrat von Pirmasens besteht aus 44 ehrenamtlichen Ratsmitgliedern, die bei der Kommunalwahl am 9. Juni 2024 zuletzt gewählt wurden, sowie dem hauptamtlichen Oberbürgermeister als Vorsitzendem.
Wegen der Besonderheiten des rheinland-pfälzischen Wahlsystems bei den Kommunalwahlen (personalisierte Verhältniswahl) sind die angegebenen prozentualen Stimmanteile als gewichtete Ergebnisse ausgewiesen, die das Wahlverhalten nur rechnerisch wiedergeben.
Die Parteien und Wählergruppen erzielten folgende Ergebnisse:
- SPD: 8
- Grüne: 2
- FDP: 1
- FWB: 4
- CDU: 18
- AfD: 11

| Parteien und Wählergruppen | % 2024 | Sitze 2024 | % 2019 | Sitze 2019 | % 2014 | Sitze 2014 |
| -------------------------- | ------ | ---------- | ------ | ---------- | ------ | ---------- |
| CDU                        | 40,2   | 18         | 36,3   | 16         | 40,9   | 18         |
| AfD                        | 24,3   | 11         | 12,5   | 6          | —      | —          |
| SPD                        | 19,3   | 8          | 24,7   | 11         | 28,0   | 12         |
| FWB                        | 8,1    | 4          | 7,2    | 3          | 10,4   | 5          |
| GRÜNE                      | 4,8    | 2          | 6,5    | 3          | 4,6    | 2          |
| FDP                        | 3,3    | 1          | 4,6    | 2          | 4,1    | 2          |
| LINKE                      | —      | 0          | 3,9    | 2          | 5,6    | 2          |
| Die PARTEI                 | —      | 0          | 3,2    | 1          | —      | —          |
| Sonstige                   | —      | 0          | 1,0    | 0          | 6,5    | 3          |
| Gesamt                     | 100 %  | 44         | 100 %  | 44         | 100 %  | 44         |
| Wahlbeteiligung in         | 53,8 % | 53,8 %     | 47,5 % | 47,5 %     | 44,3 % | 44,3 %     |

- FWB = Freier Wähler Block Pirmasens

### Bürgermeister
Ludwig IX. ernannte 1769, sechs Jahre nach der Erhebung der Gemeinde zur Stadt, den ersten Bürgermeister (damals Stadtschultheiß genannt). 1905 gab es mit Otto Strobel den ersten hauptberuflichen Bürgermeister, der 1920 auch zum ersten Oberbürgermeister wurde und mit 29 Jahren die längste Amtszeit hatte. Am zweitlängsten im Amt war Karl Rheinwalt mit 26 Jahren von 1967 bis 1993.
derzeit im Amt:
| Name         | Partei | Funktion                     | im Amt seit |
| ------------ | ------ | ---------------------------- | ----------- |
| Markus Zwick | CDU    | Oberbürgermeister            | 2019        |
| Michael Maas | CDU    | Bürgermeister                | 2019        |
| Denis Clauer | CDU    | hauptamtlicher Beigeordneter | 2019        |

### Wappen
| Wappen von Pirmasens | Blasonierung: „In Silber ein von zwei roten Zinnentürmen flankierter roter Turm mit blauer Kuppel, darauf ein schwertschwingender goldener Löwe, über zwei beiderseits ausstrahlenden goldenen Blitzen stehend.“ |
| Wappen von Pirmasens | |

### Partnerstädte
Am 25. September 1965 wurde mit der Stadt Poissy (Frankreich) eine Städtepartnerschaft geschlossen. Daraus entstanden auch Partnerschaften von Kirchengemeinden und Vereinen, etwa zwischen DRK und Croix-Rouge francaise.

### Städtische Finanzen
Der Niedergang der Schuhindustrie als Hauptwirtschaftszweig der Stadt von den 1970er bis zu den frühen 2000er Jahren und der Abzug der amerikanischen Garnison in den 1990ern wirkten sich stark negativ auf die Finanzlage der Stadt aus. Zum Stichtag 31. Dezember 2012 betrug ihr Schuldenstand 394,7 Millionen Euro. Gemessen an der Pro-Kopf-Verschuldung war sie damit die am fünfthöchsten verschuldete kreisfreie Stadt in Deutschland. Stand 2016 hatte die Stadt Pirmasens mit 8.405 Euro Kassenkrediten pro Einwohner die bundesweit höchste Pro-Kopf-Verschuldung und überholte den vorherigen Spitzenreiter Oberhausen. Eine Verbesserung der Situation wurde durch Teilnahme am Kommunalen Entschuldungsfonds Rheinland-Pfalz (KEF-RP) ab 2012 über einen Zeitraum von 15 Jahren angestrebt. Trotz des bisher ausgebliebenen Durchbruchs im Kampf gegen die weiter zunehmende Verschuldung wurde die Stadt für vorbildhafte Maßnahmen zur langfristigen Haushaltskonsolidierung und der Förderung ihrer Zukunftsfähigkeit wie der energetischen Optimierung der Abwasserreinigung, der Einführung von wiederkehrenden Beiträgen zum Straßenausbau oder dem Aufbau des Pakt für Pirmasens 2013 als Deutschlands nachhaltigste Stadt mittlerer Größe ausgezeichnet. (Gewinner Deutscher Nachhaltigkeitspreis).

## Kultur und Sehenswürdigkeiten

### Museen

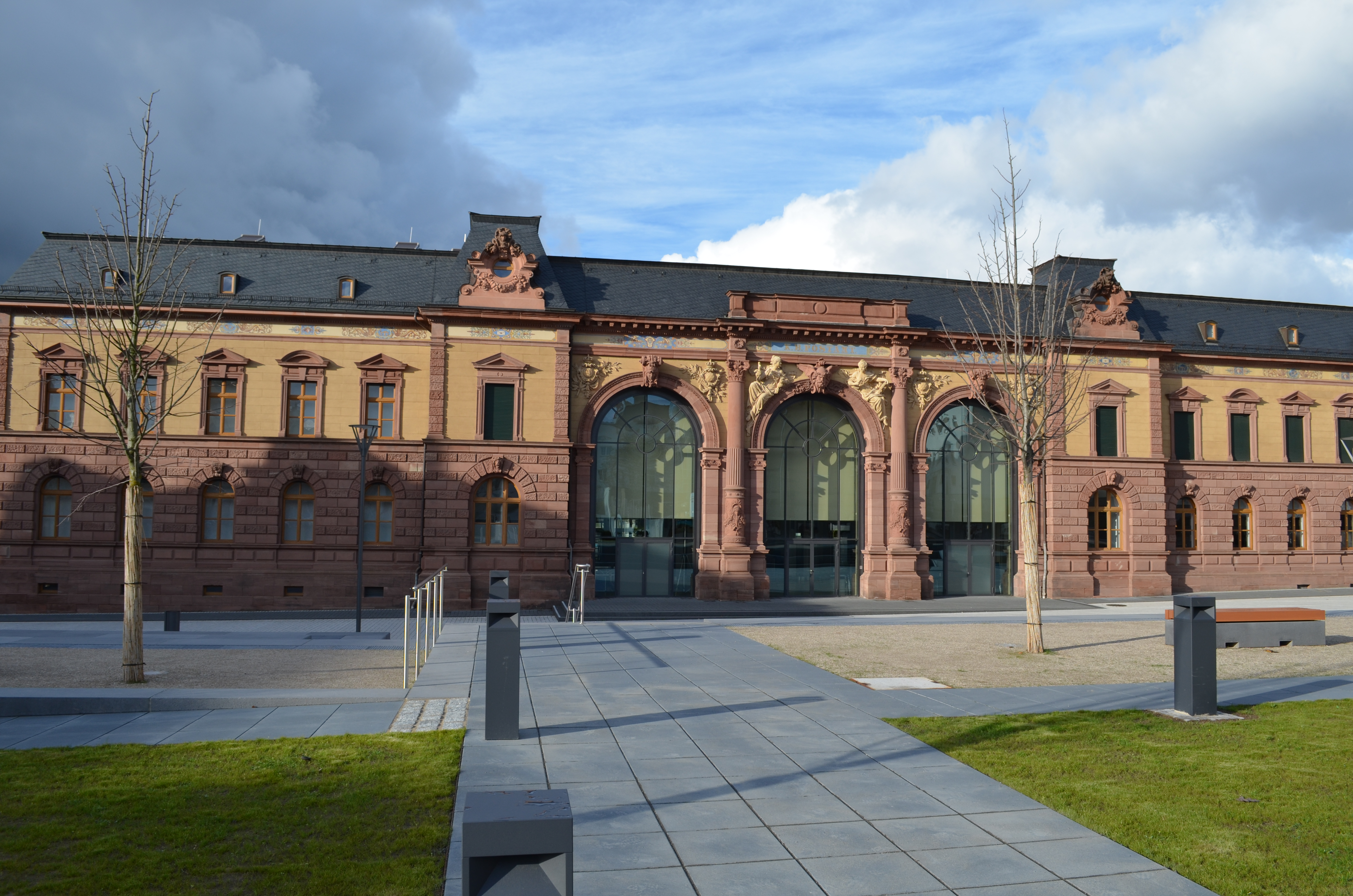
Alte Post in Pirmasens

Überregional bekannt ist das Dynamikum auf dem Gelände der ehemaligen Schuhfabrik Rheinberger, das erste Science Center in Rheinland-Pfalz. Das Alte Rathaus ist Sitz eines Heimat- und Schuhmuseums sowie eines Scherenschnittkabinetts mit Werken von Elisabeth Emmler. In der Stadtbücherei ist die Hugo-Ball-Sammlung untergebracht. Im Stadtteil Niedersimten befindet sich das Westwallmuseum.
Der wichtigste Ort für kulturelle Veranstaltungen in der Stadt ist die Festhalle mit 780 Plätzen. Zusätzlich gibt es seit Ende 2013 das Forum Alte Post als Kultur- und Veranstaltungszentrum im aufwändig restaurierten ehemaligen Königlich bayerischen Postamt in der Nähe des Bahnhofs. Neben regelmäßigen Wechselausstellungen werden in zwei Dauerausstellungen die beiden berühmtesten Künstler der Stadt präsentiert, das Hugo-Ball-Kabinett würdigt den Mitbegründer des Dadaismus mit einer interaktiven Ausstellung, während in der Landpartie die große städtische Sammlung des Genre- und Landschaftsmalers Heinrich Bürkel ausgestellt ist. Der 2015 neu angelegte Joseph-Krekeler-Platz vor dem Gebäude wird für Freiluftkulturveranstaltungen genutzt.

### Bauwerke

#### Landgrafenzeit
Die meisten Bauten der Landgrafenzeit wurden im Laufe der Zeit überbaut oder im Zweiten Weltkrieg zerstört. Einige geschichtlich besonders wichtige und stadtbildprägende Bauten wurden in der Nachkriegszeit wiederaufgebaut wie das Alte Rathaus am unteren Schlossplatz, die Johanneskirche am Exerzierplatz und die Lutherkirche in der Hauptstraße. Beide Kirchen stammen aus den 1750er Jahren und sind damit heute wahrscheinlich die ältesten Gebäude der Stadt. Die Lutherkirche war ursprünglich die Hof- und Garnisonskirche, in der Landgraf Ludwig IX. später bestattet wurde. Direkt neben der Kirche befinden sich der Schusterbrunnen und das ehemalige Garnisonsschulhaus, heute der Standort des protestantischen Pfarramts. In der Kaffeegasse existiert noch ein renoviertes altes Grenadierhaus, eines der früher zahlreichen Gebäude, die Ludwig für seine Soldaten errichten ließ. Außerhalb der damaligen Stadtgrenze stehen zwei einst als Wegweiser vor den Stadttoren dienende große Sandstein-Obelisken, die vom Herrschaftszeichen Ludwigs IX., einer flammenden Granate, bekrönt werden: einer im Norden an der Zweibrücker, der andere im Süden an der Lemberger Straße. Von der als Oval um die Stadt herumführenden Stadtmauer (entlang der heutigen Dankelsbach-, Horeb-, Berg-, Höh-, Bogen-, Fröhn- und Gärtnerstraße) haben sich nur einzelne in Gebäuden verbaute oder im Erdreich vergrabene Reste erhalten.
Der Schlossplatz war der einstige Standort des landgräflichen Schlosses; es befand sich in Hanglage direkt gegenüber dem Alten Rathaus, das von etwa 1770 bis zur Zerstörung 1945 der Sitz der Stadtregierung war. Ebenfalls unter dem Landgrafen entstand der Exerzierplatz, der sich ursprünglich von der südlichen bis zur nördlichen Ringstraße erstreckte. Ende des 19. Jahrhunderts wurde der Platz teilweise bebaut und auf seine heutige Größe reduziert.

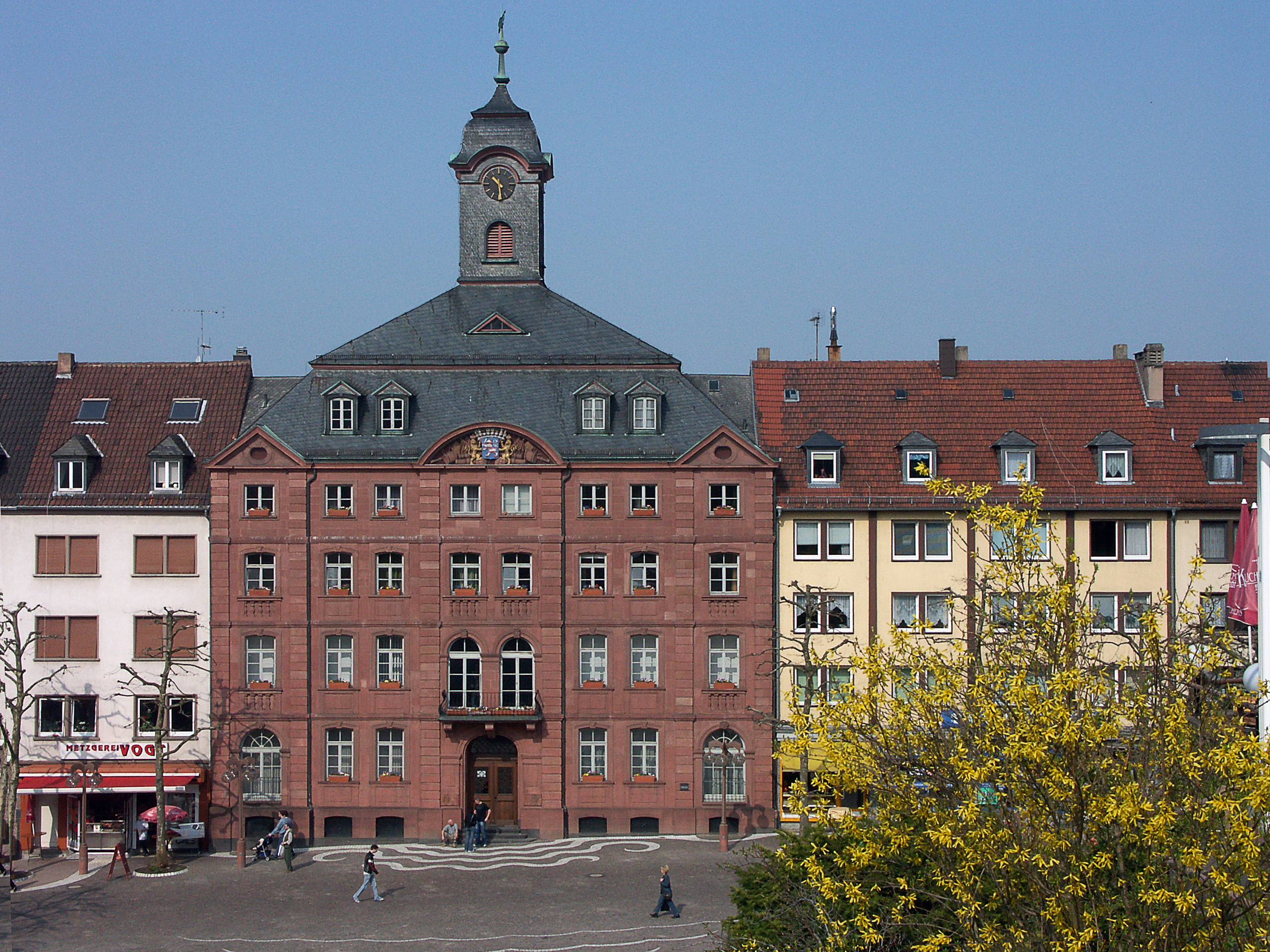
Altes Rathaus
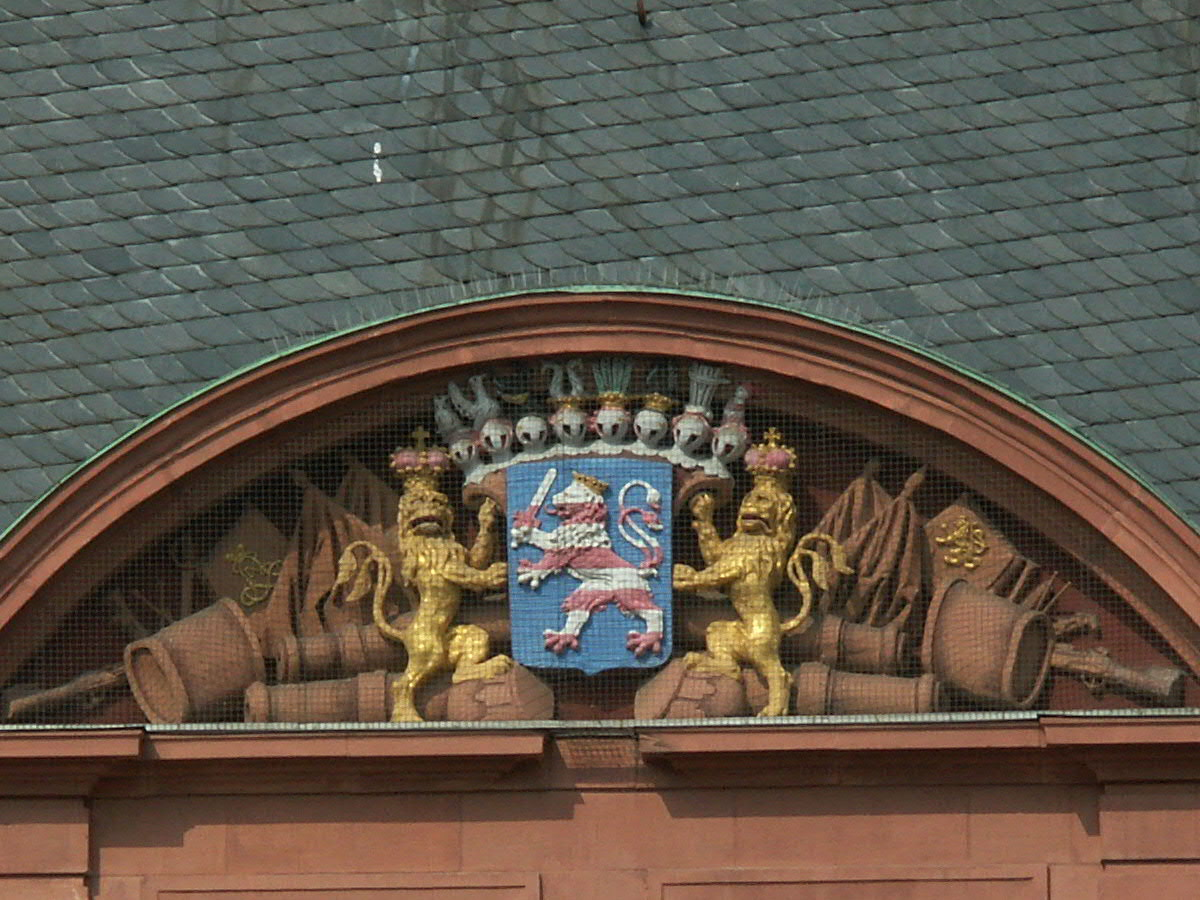
Wappenfeld im Giebel des Alten Rathauses
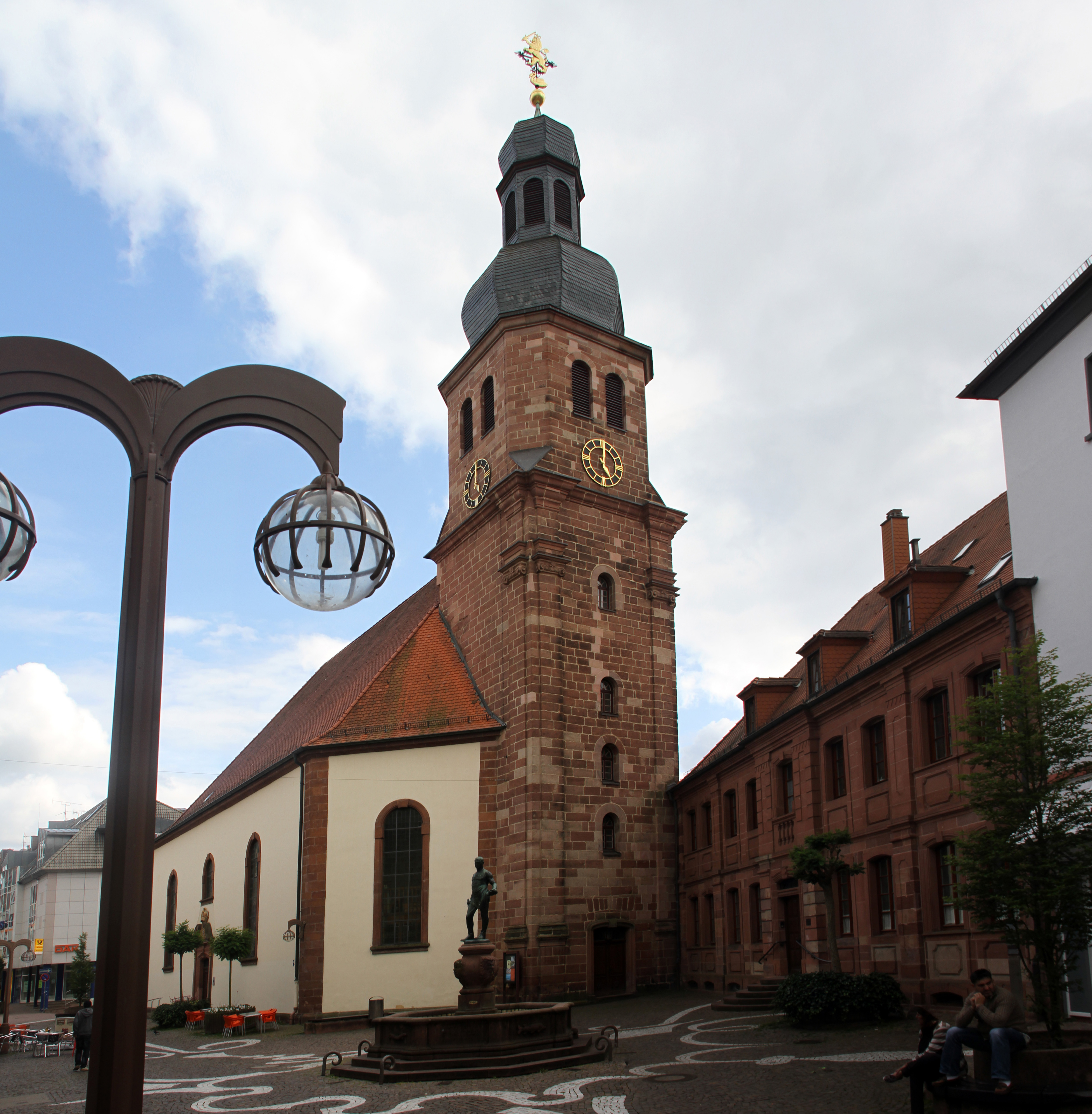
Lutherkirche und ehemalige Garnisonsschule
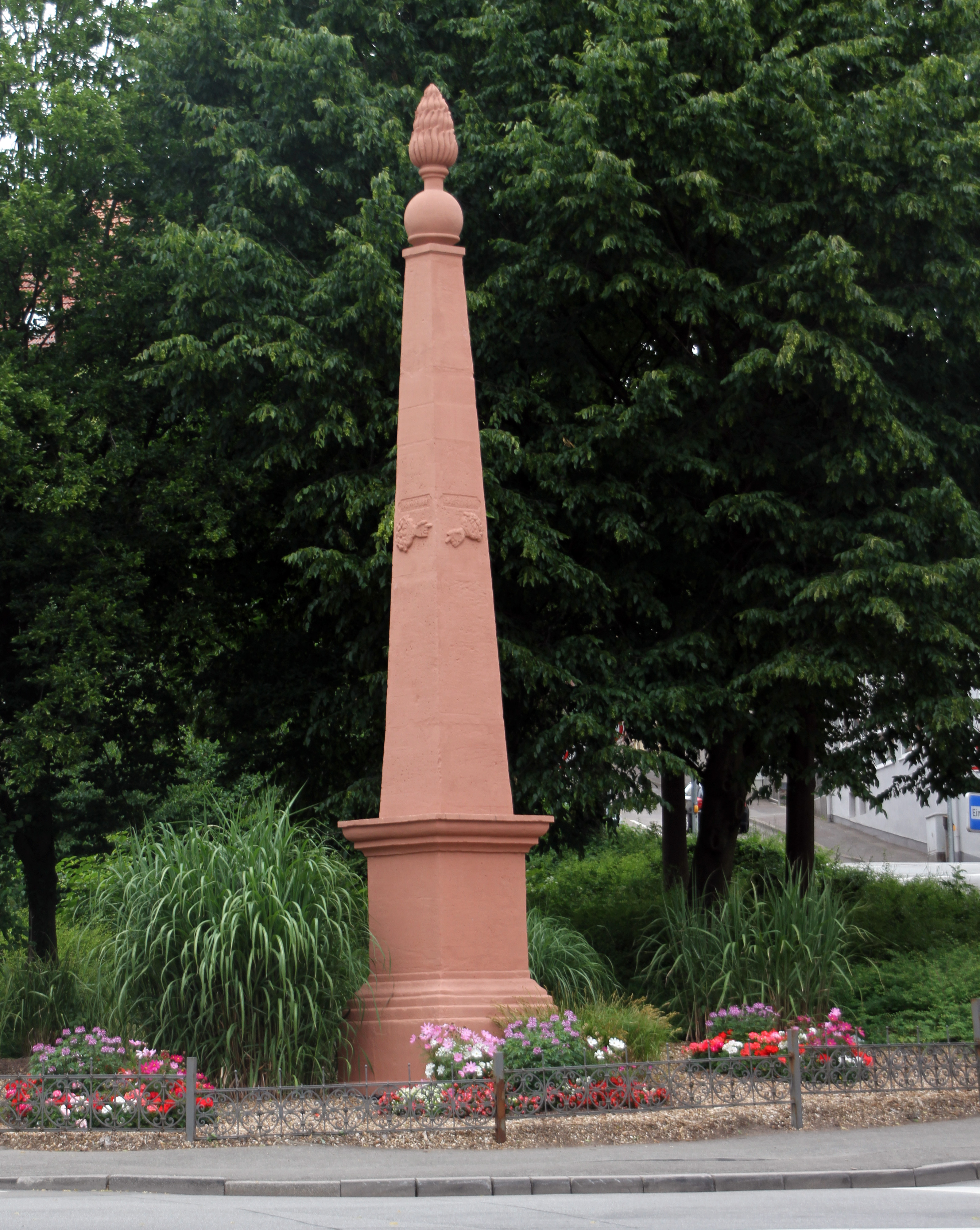
Wegweiser an der Lemberger Straße

#### Gründerzeit

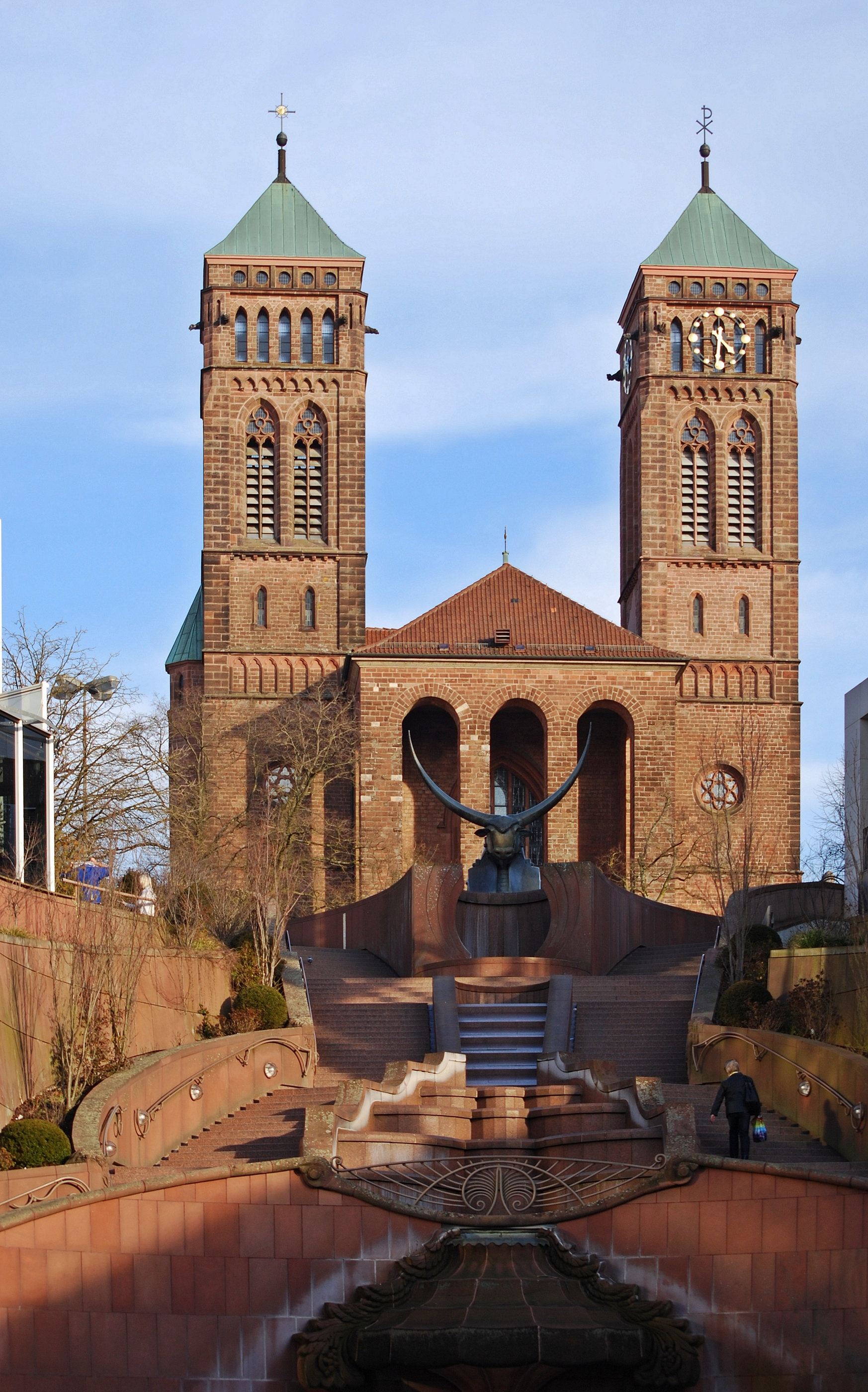
Pirminiuskirche oberhalb des Schlossplatzes

Durch das Brachliegen des Städtebaus nach dem Ende der Landgrafenzeit entstand ein Großteil der Stadt erst während der wirtschaftlichen Hochphase von 1870 bis 1914, so dass das Stadtbild bis zu seiner großflächigen Zerstörung fast ausschließlich aus Bauten der Gründerzeit bestand. Trotz der Bombardierungen im Zweiten Weltkrieg und einigen Abrisswellen der Nachkriegszeit haben sich noch zahlreiche Bauten dieser Zeit erhalten, davon allerdings nur wenige im Zentrum, sondern vor allem im Gründerzeitgürtel um das landgräfliche Oval herum sowie den darüber hinausgehenden Vorstädten wie dem Bahnhofsviertel und dem Landauer Tor.
Zu den gründerzeitlichen Altbauten in der Innenstadt zählt das spätklassizistische Neue Rathaus im Zentrum des Exerzierplatzes, das 1879 als Schulhaus erbaut wurde. Ein markantes Eckgebäude am Rande des Platzes ist der Jugendstilbau der ehemaligen Bayrischen Staatsbank aus dem frühen 20. Jahrhundert. Die Pfarrkirche St. Pirmin (1897–1900, Architekt Wilhelm Schulte I.) am oberen Schlossplatz ist mit ihrer auffälligen Doppelturmfassade von fast überall in der Stadt aus einsehbar. Sie wurde nach Kriegszerstörung vereinfacht wiederaufgebaut, vom Ursprungsbau erhalten haben sich das Portal und die beiden Türme, deren Spitzdächer nach dem Krieg jedoch nicht in ihrer ursprünglichen Höhe wiederhergestellt wurden. In größerer Häufung finden sich Gründerzeitbauten noch in der Allee- & der Bahnhofstraße. In der Alleestraße befinden sich die Zionskirche (1898), die nach dem Zweiten Weltkrieg vereinfacht wiederaufgebaut wurde, und das zugehörige Pfarrhaus, das den Krieg unzerstört überlebt hat. In der Bahnhofstraße liegt das historisch bedeutsame ehemalige Bezirksamt, das ein Ensemble zusammen mit dem spätklassizistischen Arbeitsgerichtsgebäude (um 1880) und dem Altbau des Amtsgerichts bildet.
Besonders prächtige Gebäude der Gründerzeit entstanden im Bahnhofsviertel, das im Gegensatz zum Zentrum den Krieg weitestgehend überstand. Zu den schönsten Profanbauten in Pirmasens zählt die oben genannte Alte Post (1891–1893, Architekt Ludwig von Stempel) als prachtvoller Verwaltungsbau der Gründerzeit im Stil der Neorenaissance. Ein Beispiel für besonders beeindruckende Wohnbauten dieser Zeit stellt das sogenannte Postdreieck zwischen Bahnhof-, Schützen- und Gärtnerstraße dar, in unmittelbarer Nähe besteht eine weitere Denkmalzone mit villenartiger Bebauung in der Turnstraße.
Das zweite große erhaltene Gründerzeitviertel im Stil des Späthistorismus neben einzelnen Jugendstilgebäuden stellt das Landauer Tor dar. Aus einer Bezeichnung für das einstige südliche Stadttor, das eigentlich Buchsweiler Tor hieß, entwickelte sich Ende des 19. Jahrhunderts eine Lagebezeichnung für die gesamte Umgebung. Das Viertel beginnt unmittelbar außerhalb der landgräflichen Stadtgrenze auf Höhe der Bergstraße und erstreckt sich hauptsächlich um die Landauer und die Lemberger Straße herum, die in der Gründerzeit als repräsentative Ausfallstraßen ausgebaut wurden. In der Landauer Straße besteht z. B. das Walhalla-Kino, das 1913 eröffnet wurde und heute noch dasselbe Gebäude nutzt. Damit ist es eines der ältesten durchgängig bestehenden Kinos in Deutschland. Das westliche Ende des Viertels markieren die Bitscher sowie südlich der Charlottenstraße die Simter Straße, nach Osten erstreckt es sich bis zum alten Krankenhausbau (1914) in der Pettenkoferstraße, der heute als Altersheim genutzt wird. Noch weiter im Osten am Rande des Eisweiherparks liegt das sogenannte Waldschlöss’l, das eine lange Tradition als Ausflugslokal besitzt und heute das erste Sterne-Restaurant in Pirmasens beherbergt, die Brasserie. Das südliche Ende der gründerzeitlichen Vorstadt bildet ein kleines Villenviertel um die Villa Loeser, die nach langem Verfall vor dem Abriss bewahrt und saniert wurde.
Aus der Kaiserzeit sind mehrere imposante Schulgebäude erhalten, dazu zählen die Matzenbergschule (1886/87) an der Winzler Straße, die Horebschule (1904/05) an der Herzogstraße, die ehemalige Höhere Schule für Mädchen (1906) in der Alleestraße und die Wittelsbachschule (1910) an der Maler-Bürkel-Straße. Sie entstanden in kurzer Abfolge, um dem damals rasanten Bevölkerungswachstum gerecht zu werden. Gut erhaltene Straßenzüge der Zeit findet man auch noch im nördlichen Winzler Viertel zwischen Goethe- und Fröhnstraße, auf der Husterhöhe mit der nördlich stadtauswärts führenden Zweibrücker Straße, auf dem Horeb mit der Luisenstraße sowie um den Kaiserplatz im Süden der Stadt.

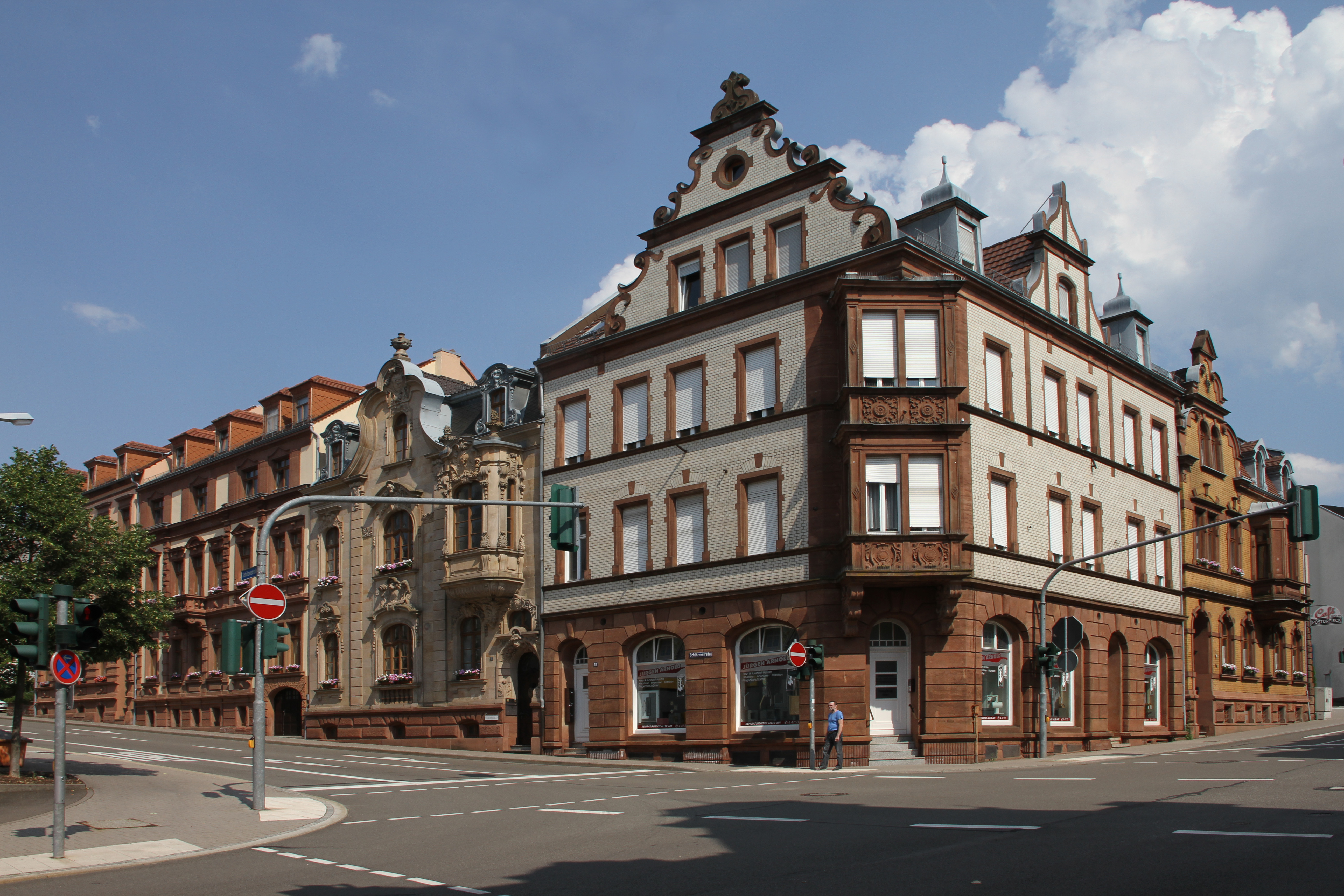
Postdreieck im Bahnhofsviertel
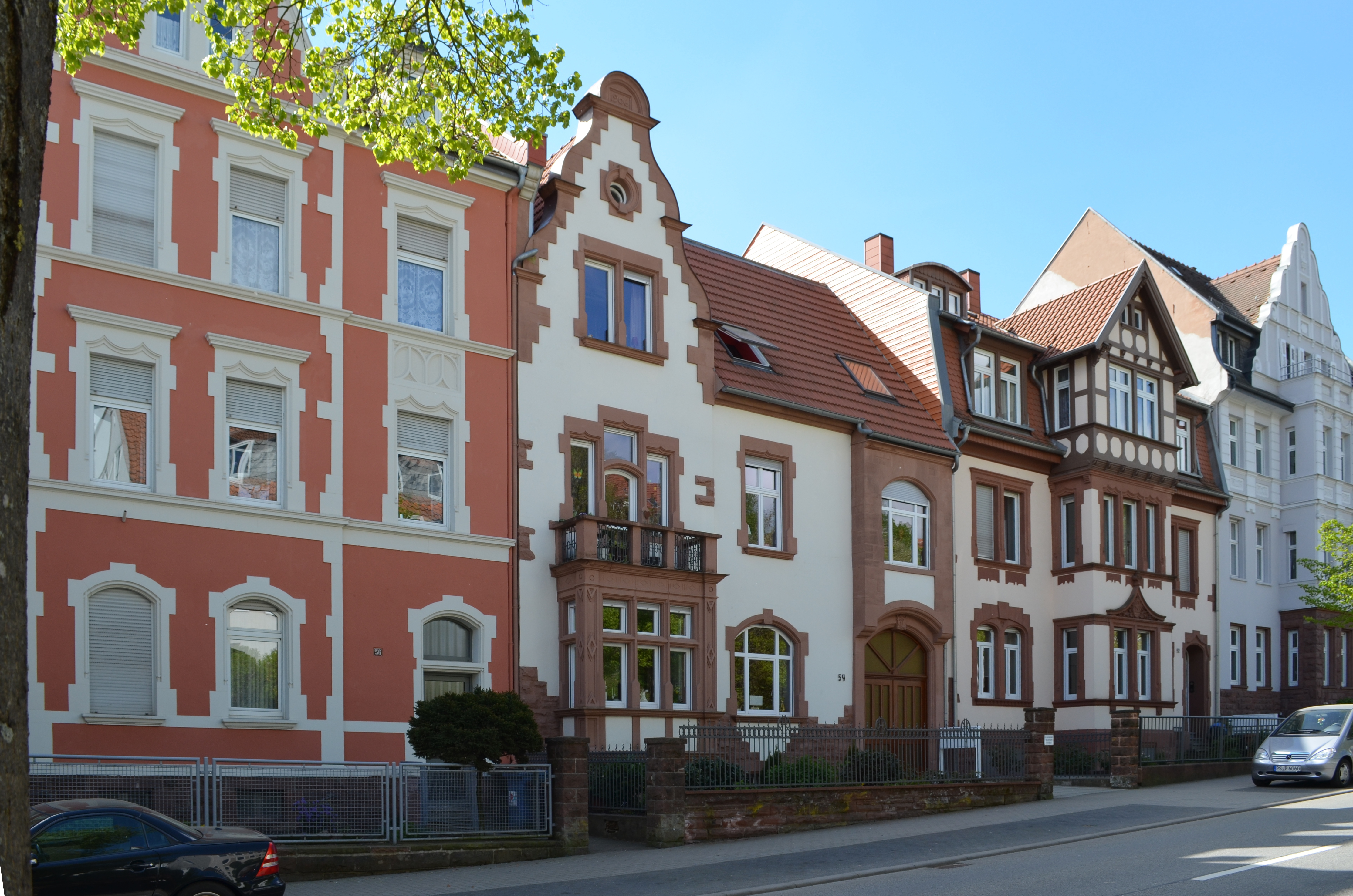
Denkmalzone Landauer Straße am Landauer Tor
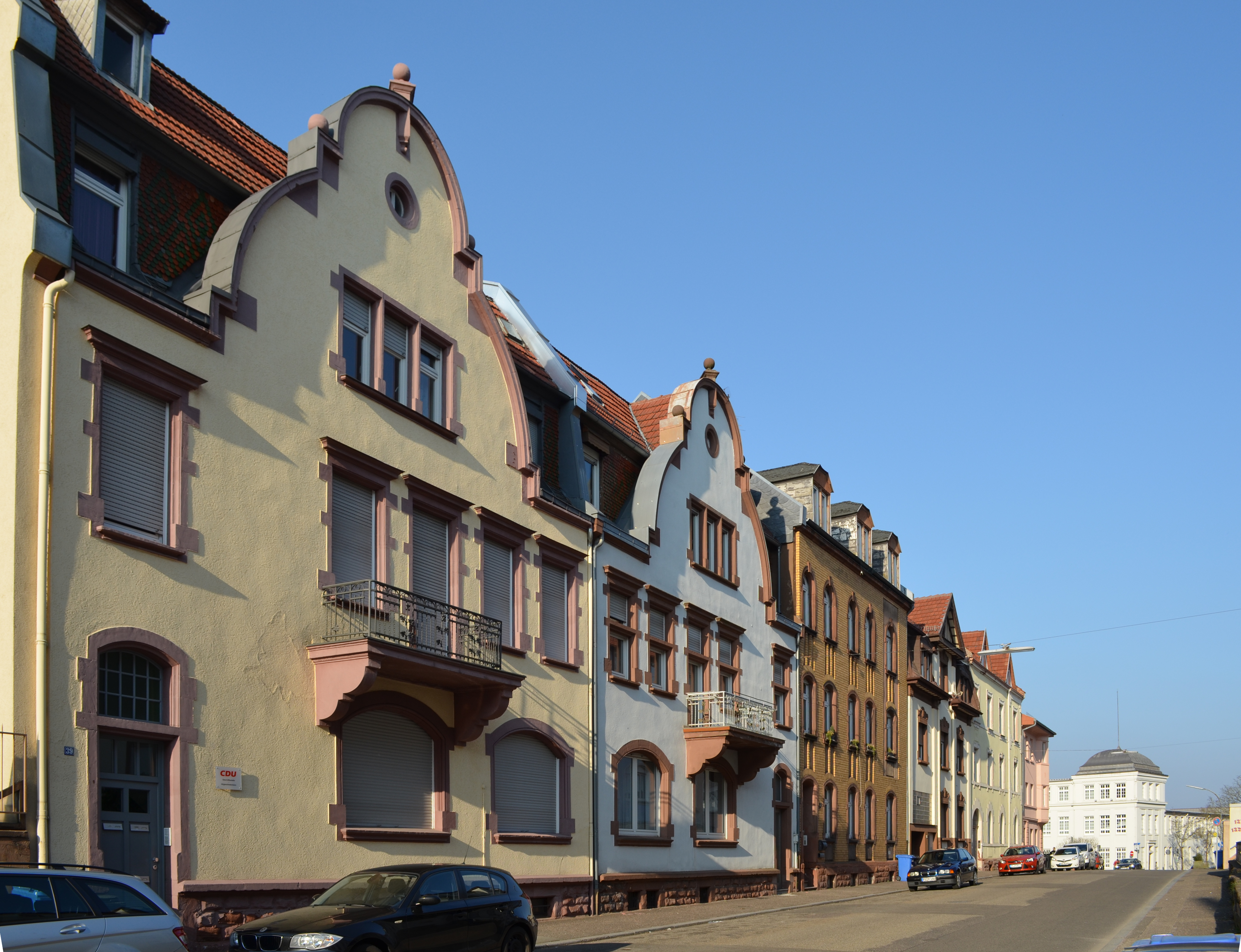
Luisenstraße auf dem Horeb

#### Schuhfabriken
Besonders prägend für das Stadtbild sind die noch erhaltenen ehemaligen Schuhfabriken, die nahezu im gesamten Stadtgebiet zu finden sind. Sie entstammen häufig der Gründerzeit, greifen in ihrer Architektur aber oft schon Merkmale der Reformarchitektur und der frühen Moderne auf, wie zum Beispiel der Rheinberger-Komplex oberhalb des Strecktals, dessen westliche Hälfte 1905/06 in klassizierender Reformarchitektur entstand, während der östlich vorgelagerte Verwaltungsbau aus den 1920ern starke Einflüsse der Moderne zeigt. Die ehemalige Schuhfabrik Neuffer auf dem Horeb stammt im Kern von 1894, wurde später erweitert und ab 1926 mit einer prächtigen, schlossartigen Fassade nach Plänen von Josef Uhl (1887–1961) ausgestattet. Als Vorbild mit den zwei hintereinander angeordneten Innenhöfen, dem Eingangsbereich mit Kuppelhaube und Portikus diente möglicherweise das inzwischen äußerlich rekonstruierte Stadtschloss zu Berlin.
Rheinberger und Neuffer sind wohl die prominentesten Beispiele für abgeschlossene Konversionen vormals leerstehender Fabrikgelände. Beide wurden vollständig saniert und werden heute als Dienstleistungszentren genutzt; der Rheinberger beherbergt zudem das oben erwähnte Dynamikum. Weitere Beispiele für erfolgreiche Umnutzungen sind zwei ehemalige Fabriken von Salamander auf der Husterhöhe; während im Gebäude in der Schwanenstraße Wohnlofts entstanden, zog in der oberhalb gelegenen Glockenstraße die JugendKulturWerkstatt ein, eine Jugendkunstschule des Landes Rheinland-Pfalz unter Leitung des Internationalen Bundes. Noch nicht grundlegend saniert wurden dagegen beispielsweise die denkmalgeschützten Fabrikkomplexe Kopp (1907–1911) am Rande der Innenstadt und Ohr (ca. 1925) in der Hügelstraße.

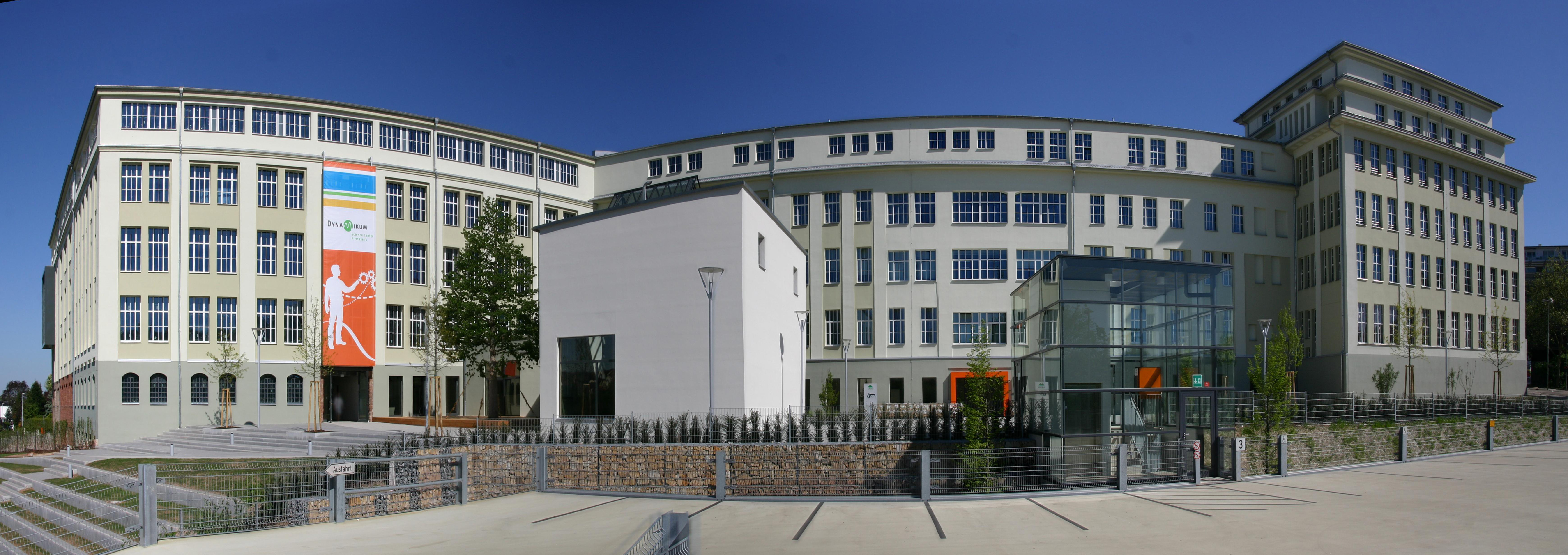
Südfassade des Rheinbergers zum Strecktalpark
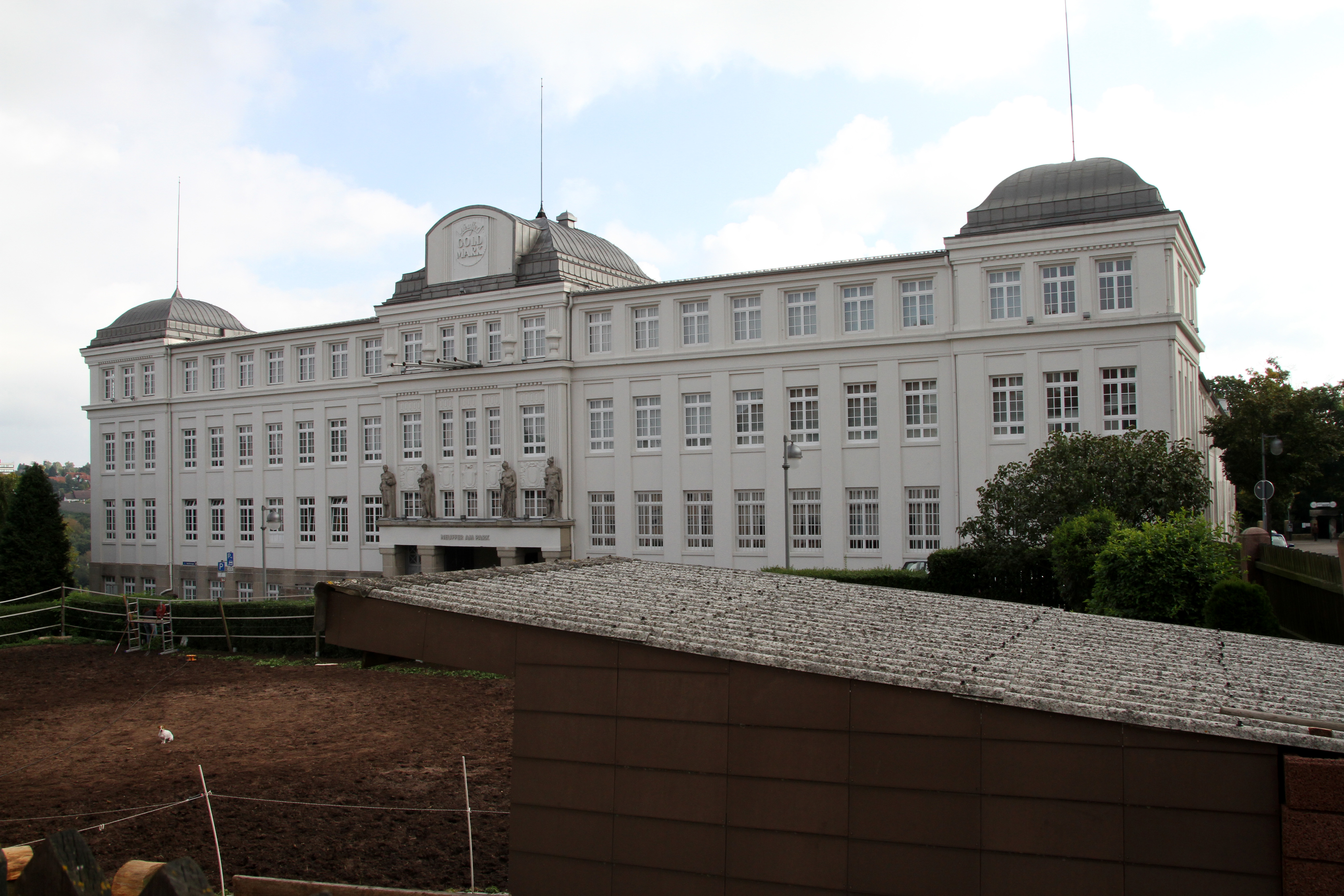
Schlossartige Hauptfassade des Neuffers
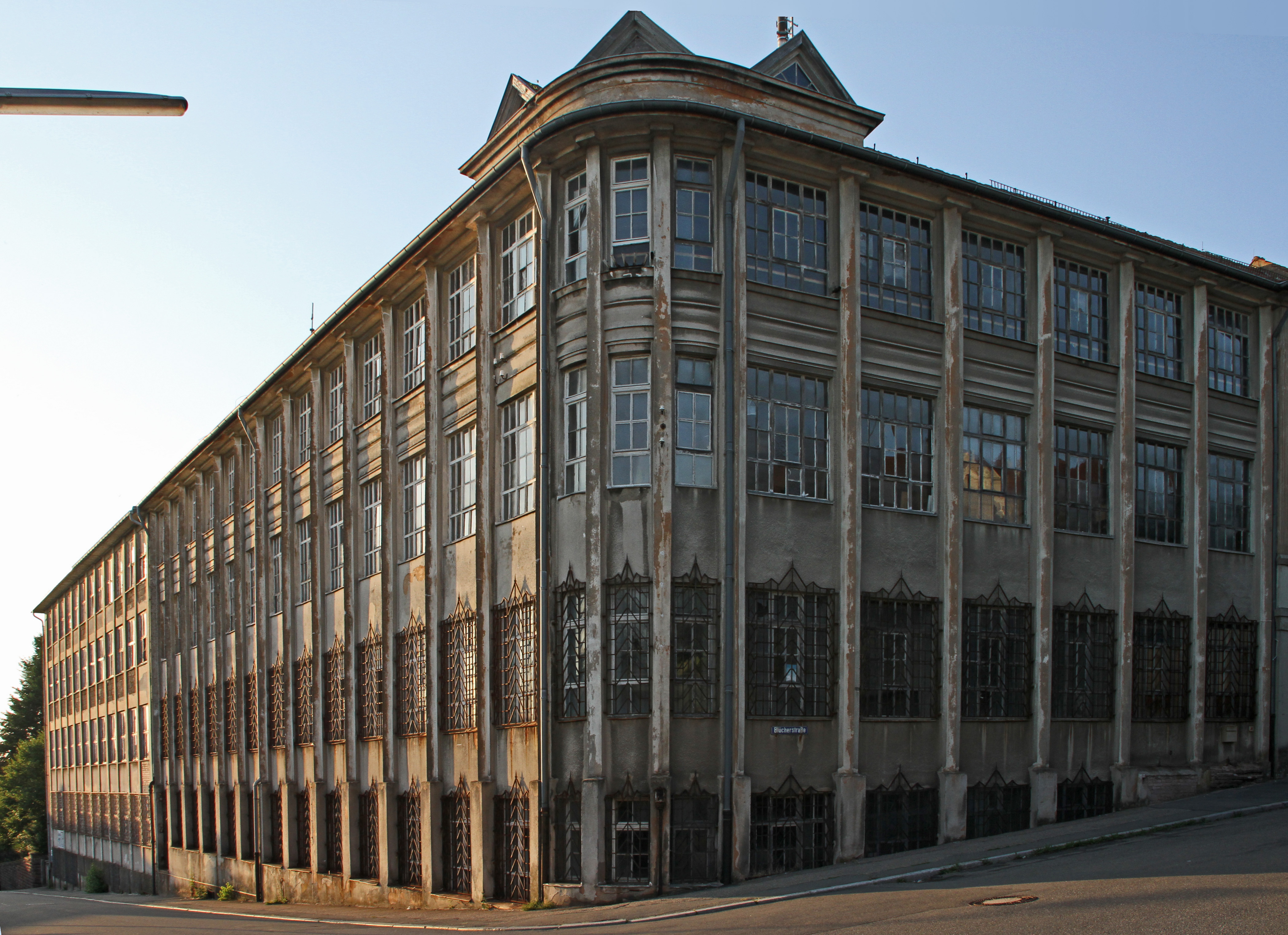
Ehemalige Schuhfabrik Christian Ohr auf der Husterhöhe
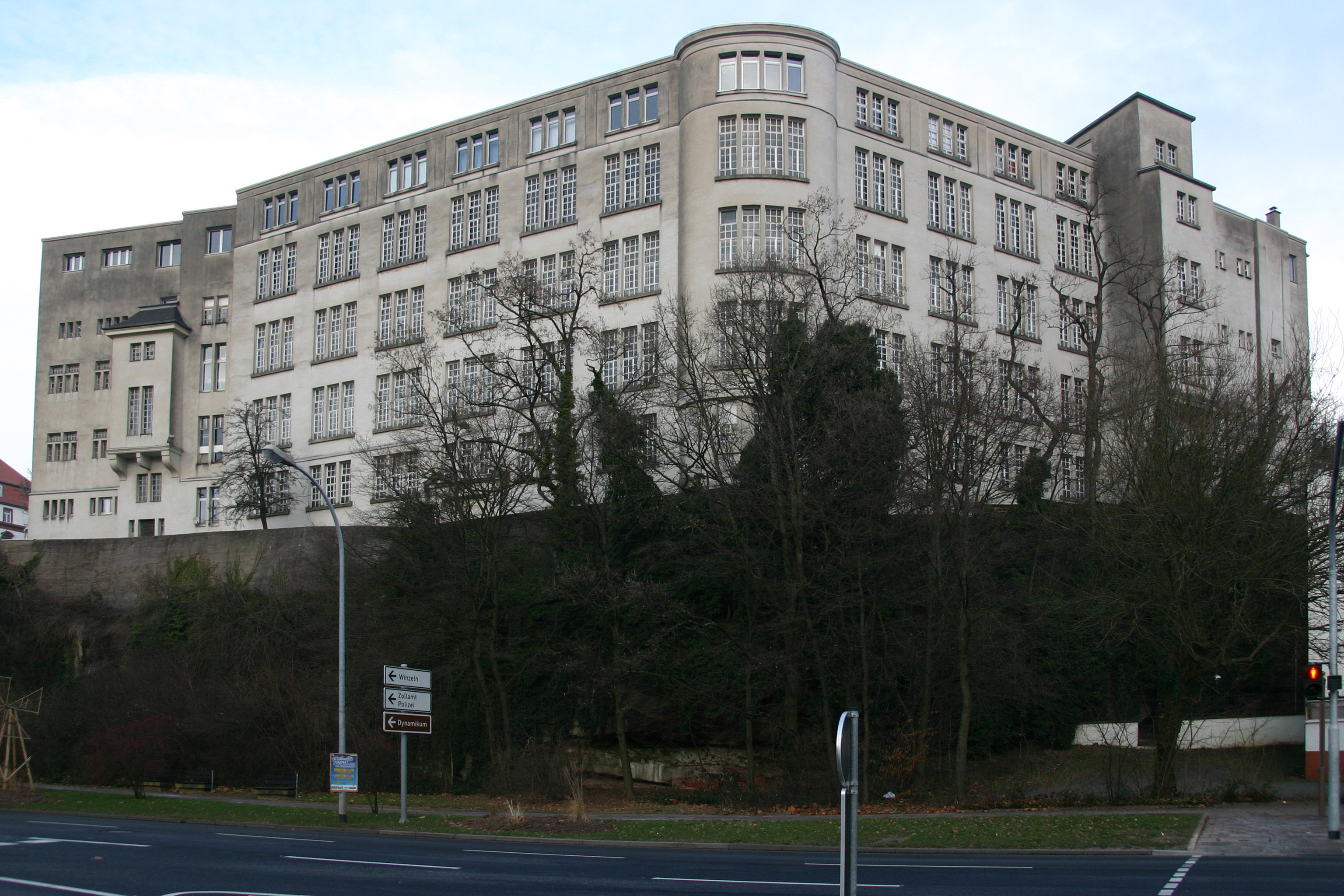
Ehemalige Schuhfabrik Ludwig Kopp oberhalb der Schäferstraße

#### Moderne

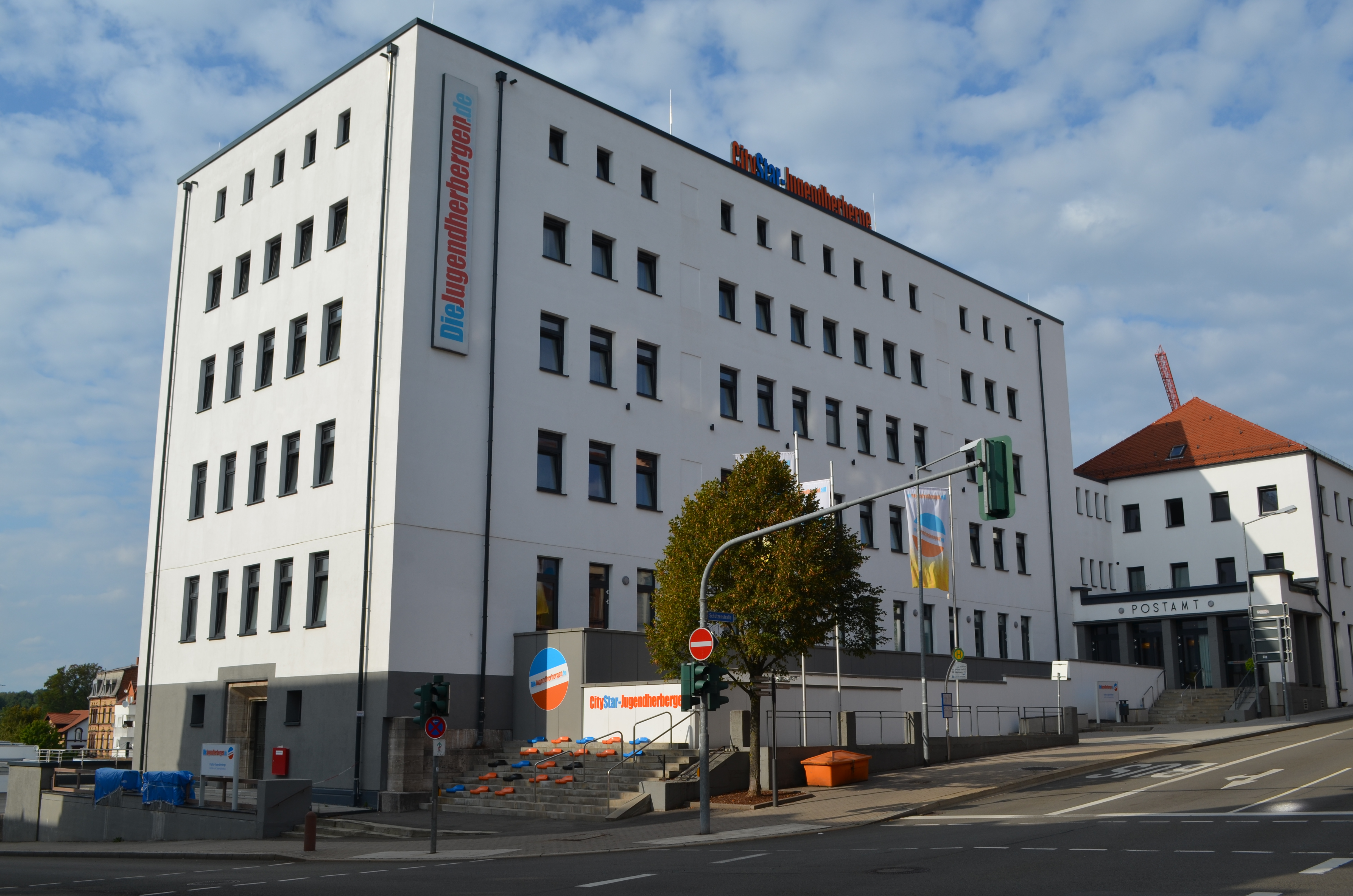
Ehemalige Hauptpost

Zu den bedeutendsten Neubauten der Zwischenkriegszeit zählt die Kirche St. Anton im Winzler Viertel, die 1923–1928 im romanisierenden Stil errichtet wurde und mit ihrem unregelmäßigen Bruchsteinmauerwerk, ihrem hohen Turm und ihrer exponierten Lage an eine Pfälzer Burg erinnert. Wichtige Bauwerke der frühen Moderne in Pirmasens sind unter anderem die Villa Kaiser (um 1920) in der Buchsweiler Straße, die turmartige ehemalige Schuhleistenfabrik Behrens (1922 ff.) in der Gärtnerstraße, das bis heute bestehende Stadtbad (1926–1934, Architekt August Härter) in der Lemberger Straße oder die ehemalige Hauptpost (1928–1930) in der Schützenstraße, die damals als eines der modernsten Postämter Deutschlands im Stil der Bayrischen Postbauschule errichtet wurde. Nach zeitweiligem Leerstand wurde die Hauptpost von 2017 bis 2019 wiederum zu einer der modernsten Jugendherbergen des Landes umgebaut. Eine eigene Denkmalzone bilden drei symmetrische Doppelwohnhäuser im Stil der Reformarchitektur mit einzelnen expressionistischen Elementen in der Strobelallee, die wohl 1924 als Beamtenwohnhäuser errichtet wurden. Sie bilden den südlichen Eingang zur in den 1920er Jahren unter dem Namensgeber Otto Strobel angelegten Strobelallee, die heute ein Villenviertel am östlichen Rand des Horebs darstellt. Das andere Ende der Allee bildet die Villa Rheinberger in barockisierenden Jugendstilformen von kurz nach 1918 am Eingang zum Neufferpark.
Charakteristische Bauten aus der Zeit des Nationalsozialismus in der Stadt sind das Haus des Handwerks in der Ringstraße oder die Ende der 30er Jahre auf der Husterhöhe entstanden Kasernen, die nach dem Krieg von den Amerikanern weitergenutzt wurden, darunter das heute als Dienstleistungszentrum genutzte sogenannte Banana Building.
Aus der unmittelbaren Nachkriegszeit stehen unter anderem im Zentrum ein aufwendiges Mosaik der ehemaligen Nagelschmiedsbergschule und der markant am Stadtrand über der B10 gelegene Fehrbacher Wasserturm unter Denkmalschutz. Ende des letzten Jahrhunderts wurden die Fußgängerzone entlang der Hauptstraße und die Schlosstreppe zwischen unterem und oberem Schlossplatz umgestaltet, letztere bildet heute mit dem Stierbrunnen eine eindrucksvolle Gesamtanlage. Außerdem wurde der Exerzierplatz nach Plänen von Paolo Portoghesi im Stile der Postmoderne neu angelegt.

### Natur und Parks

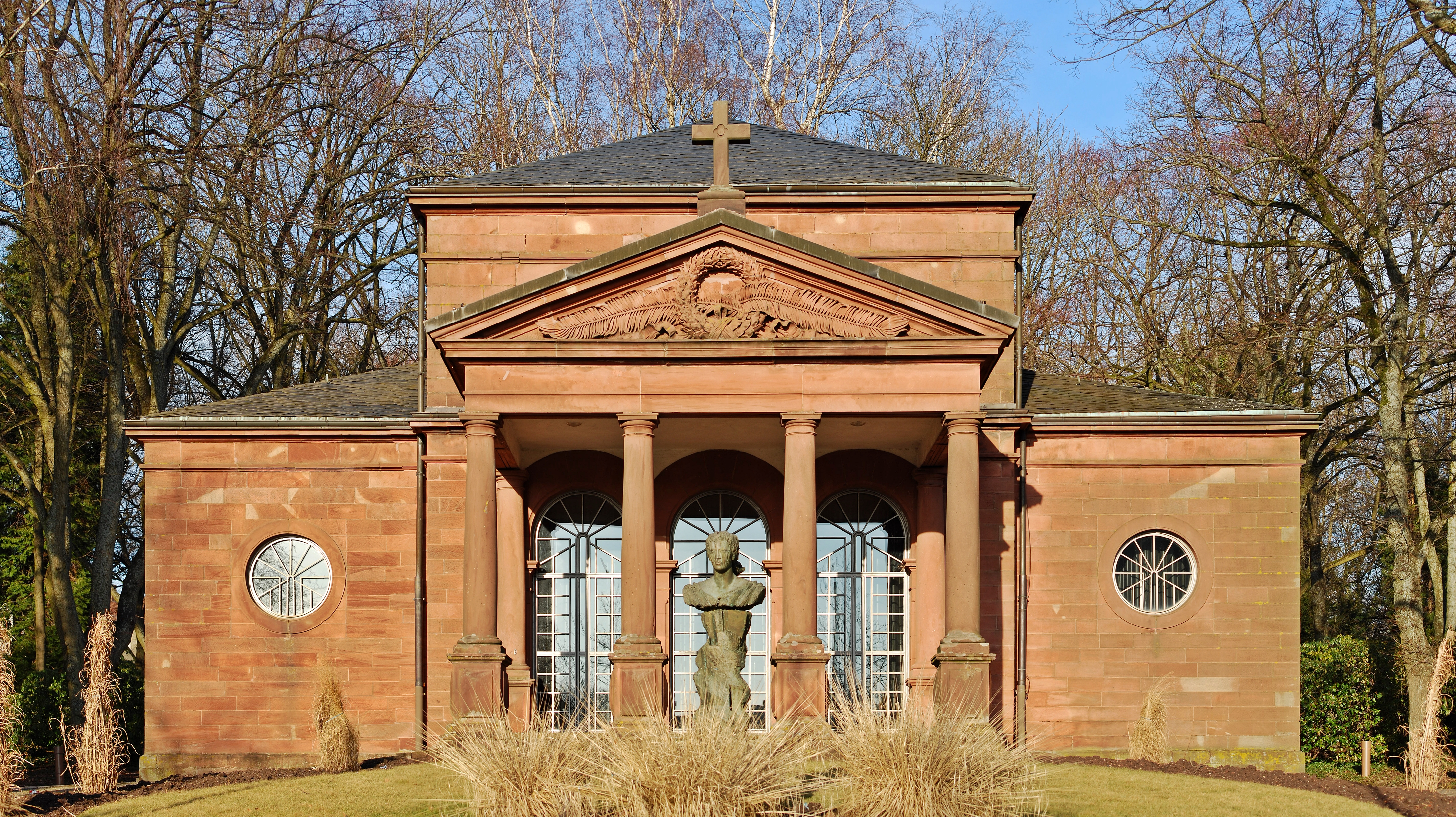
Der Carolinensaal am Alten Friedhof

Der Osten der Stadtgemarkung liegt im Naturpark Pfälzerwald, der wiederum Bestandteil des Biosphärenreservats Pfälzerwald-Vosges du Nord ist. Es existieren in Pirmasens drei größere Parks nahe der Innenstadt. Dazu gehört der Alte Friedhof, der nach der Fertigstellung des Waldfriedhofs in den 1920er Jahren aufgelassen und später zum Park umgewidmet wurde. Er enthält Grabdenkmäler aus dem 19. und dem frühen 20. Jahrhundert sowie einen modernen Skulpturenpark. Die ehemalige Einsegnungshalle wird als Carolinensaal für kulturelle Veranstaltungen genutzt.
Der Neuffer-Park wurde von Emil Neuffer neben der gleichnamigen Schuhfabrik angelegt und weist einen großen Anteil sehr alter Bäume auf. Der Strecktalpark ist eine im Zuge der gescheiterten Bewerbung um die Landesgartenschau 2000 renaturierte Industriebrache. Auf dem Gelände einer ehemaligen Gerberei wurde ein großzügiger Park mit zahlreichen Erholungsmöglichkeiten geschaffen.
Am Stadtrand liegt nicht weit entfernt von Stadtbad und Krankenhaus das Naherholungsgebiet Eisweiher um den gleichnamigen künstlich angelegten See herum, der früher den Brauereien der Stadt zur Kühleisgewinnung diente. Zum Naherholungsgebiet gehört auch die Sportanlage Spesbach. Nach Osten hin geht das Naherholungsgebiet unmittelbar in den Pfälzerwald über.
Vor Ort existieren insgesamt 48 Naturdenkmale.

### Sport

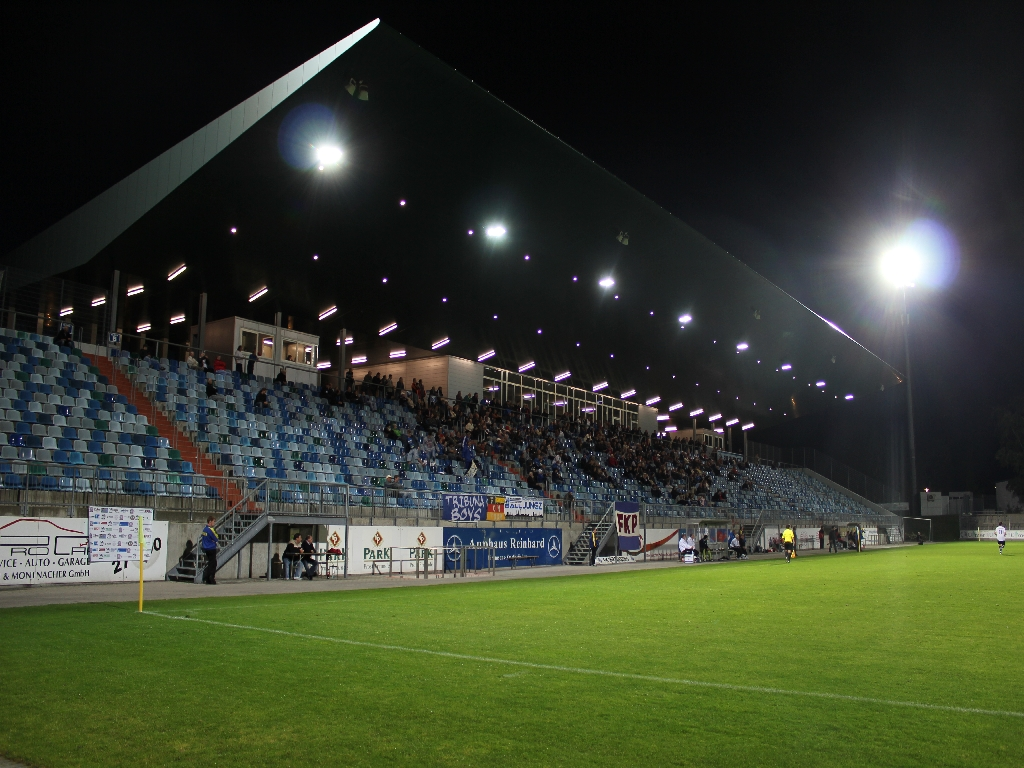
Das Stadion des FK Pirmasens auf der Husterhöhe

Aushängeschild des lokalen Sports ist der Fußballklub FK Pirmasens, der in der Nachkriegszeit lange Zeit eine führende Rolle in der Oberliga Südwest und später in der Zweiten Bundesliga spielte. Nach zwischenzeitlichen Abstiegen bis in die Landesliga spielt der Verein mittlerweile in der Oberliga Rheinland-Pfalz/Saar. Er trägt seine Heimspiele im Sportpark Husterhöhe aus. Auch die SG 05 Pirmasens spielte zeitweise in höheren Spielklassen.
Der Turnverein Pirmasens 1863 ist mit über 1000 Mitgliedern der größte Sportverein der Stadt. Nach 2008 fand vom 25. bis 29. Mai 2016 zum zweiten Mal in Pirmasens das Rheinland-Pfalz-Turnfest statt.

### Bildung
In Pirmasens gibt es die drei Gymnasien Hugo-Ball-Gymnasium (ehemals Neusprachliches Gymnasium), Immanuel-Kant-Gymnasium (ehemals Altsprachliches Gymnasium, gegründet 1836 als Lateinschule Pirmasens) und Leibniz-Gymnasium (ehemals Naturwissenschaftliches Gymnasium). Als Bestandteile der Berufsbildenden Schule Pirmasens gibt es die Deutsche Schuhfachschule sowie ein Technisches und ein Wirtschaftsgymnasium, die beide jedoch nur die Oberstufe anbieten. Seit dem Schuljahr 2014/15 gibt es auch eine Fachoberschule in der Fachrichtung Technik/Metalltechnik. Ferner hat die Stadt acht Grundschulen (davon drei in den eingemeindeten Vororten), zwei Realschulen plus (Landgraf-Ludwig-Realschule plus mit den Standorten Alleestr, Horeb und Husterhöh sowie Realschule plus Kirchberg) und eine Förderschule (Förderschule Matzenberg). Außerdem gibt es die Nardini-Schule (Grund- und Realschule) in katholischer Trägerschaft. In privater Trägerschaft wurde 2009 die Montessori-Schule Pirmasens als private Grundschule ins Leben gerufen und ist seither im Gebäude der ehemaligen Rheinberger-Schuhfabrik untergebracht.
1989 wurde eine Zweigstelle der Hochschule Kaiserslautern in Pirmasens gegründet. Ursprünglich in der Lemberger Straße gelegen, ist heute auf der Husterhöhe der Fachbereich „Angewandte Logistik- und Polymerwissenschaften“ mit rund 700 Studierenden angesiedelt.

### Regelmäßige Veranstaltungen
Wichtigste kulturelle Veranstaltungsreihe in der Stadt ist das gemeinsam mit Zweibrücken, Blieskastel, dem Pays de Bitche und der Verbandsgemeinde Zweibrücken-Land ausgerichtete grenzüberschreitende Festival Euroclassic jedes Jahr im Herbst. Alle paar Jahre werden mit Schwerpunkt auf das Forum Alte Post die Fototage Pirmasens veranstaltet.
Die größten Feste der Stadt sind die Landgrafentage auf dem Schlossplatz Anfang April und das Schlabbeflicker-Festival auf mehreren Plätzen am ersten Augustwochenende, das seit 2023 die beiden kleineren Veranstaltungen Schlabbeflicker-Fest und Exe-Fest ersetzt.
Über das ganze Jahr verteilt finden Märkte statt. Neben dem regelmäßigen Wochenmarkt dienstags, donnerstags und samstags auf dem Exerzierplatz gehören dazu der Maimarkt Ende April und der Grenadiermarkt im Herbst, beide auf dem Meßplatz im Winzler Viertel. Auf dem Schlossplatz und den umliegenden Straßen wird der Novembermarkt mit seinem charakteristischen Riesenrad vor der Pirminiuskirche ausgerichtet. Als Weihnachtsmarkt gibt es den Belznickelmarkt auf dem unteren Schlossplatz.
Zu den regelmäßigen Sportveranstaltungen zählt der Pfälzerwald-Marathon, der seit 2006 jährlich veranstaltet wird und vor allem durch die umliegende Natur führt.

## Wirtschaft und Infrastruktur

### Verkehr

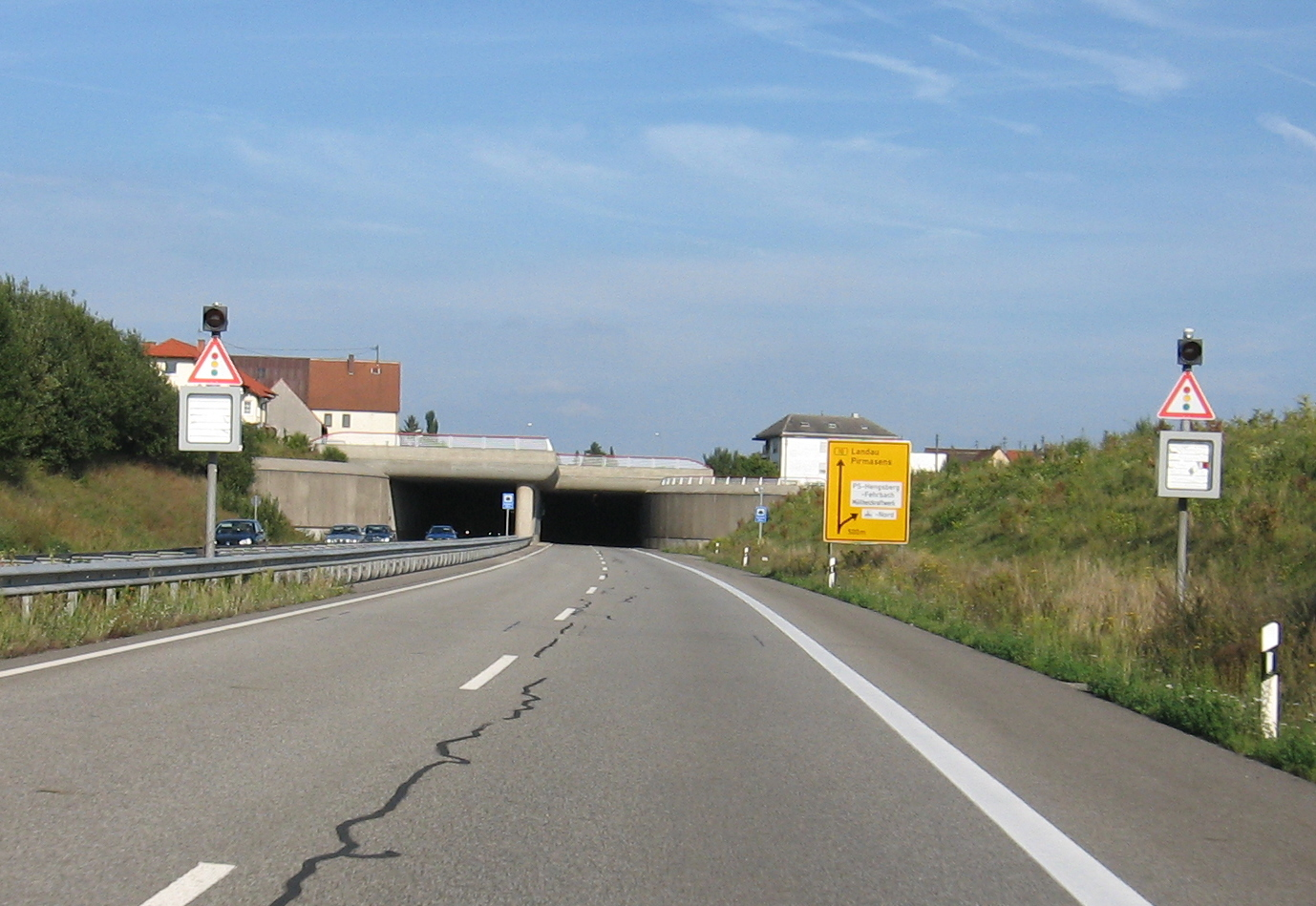
Bundesstraße 10 im Westen von Pirmasens

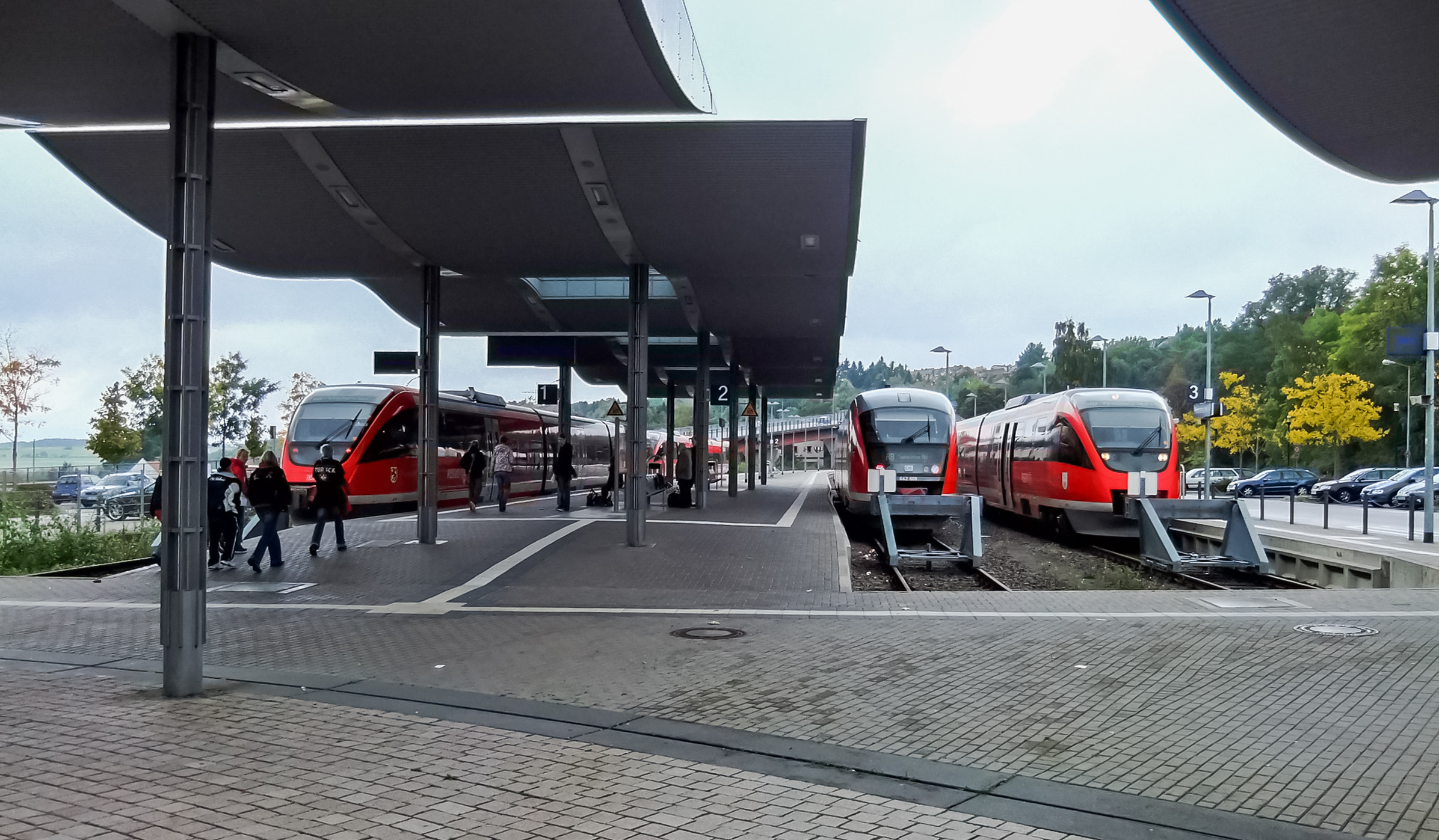
Pirmasens Hauptbahnhof, 1875 eröffnet

Über die A 8 besteht Anschluss an das Saarland, Luxemburg und Lothringen, mit dem einspurigen Streckenabschnitt der A 62 ist der Anschluss nach Kaiserslautern und Trier gewährleistet. Die B 10 ist die Anbindung an die Rheinschiene. die Landesstraße 482 führt nach Rodalben und Donsieders, die Landesstraße 484 vom östlichen Stadtrand bis nach Vinningen. Die Landesstraße 486 schafft eine Verbindung nach Lemberg und Hinterweidenthal und die Landesstraße 600 dient als Zubringer zu den Autobahnen. Darüber hinaus existieren innerhalb der Stadtgrenzen mehrere Kreisstraßen.
Über die 6,97 Kilometer lange Stichstrecke Pirmasens Nord – Pirmasens Hauptbahnhof ist die Stadt seit 1875 mit dem Schienennetz verbunden. An ihr befanden beziehungsweise befinden sich der Alte und der Neue Fehrbacher Tunnel. Vom Verteilerbahnhof Pirmasens Nord führt in die Ost-West-Richtung die Bahnstrecke Landau–Rohrbach (Kursbuchstrecken 674 und 675) und in nördlicher Richtung die Biebermühlbahn (Kursbuchstrecke 672) nach Kaiserslautern. Alle Verbindungen gehören zur Nahverkehrstochter der Deutschen Bahn, welche 2017 im Geschäftsbereich DB Regio Mitte aufgegangen ist. Schienenpersonenfernverkehr gibt es in Pirmasens inzwischen nicht mehr. Der Güterbahnhof wurde Ende der 1990er-Jahre aufgelassen und wird mittlerweile als Diskothek genutzt.
Der städtische Nahverkehr wurde von 1905 bis 1943 von der elektrisch betriebenen Straßenbahn Pirmasens bedient. Diese wurde wiederum vom zwischen 1941 und 1967 verkehrenden Oberleitungsbus Pirmasens abgelöst. Für den heutigen Omnibusverkehr ist die Stadtwerke Pirmasens Verkehr GmbH zuständig.
Etwa 10 km nordwestlich befindet sich jenseits der Gemarkungsgrenze der Flugplatz Pirmasens-Pottschütthöhe und 15 Kilometer westlich von Pirmasens der Flugplatz Zweibrücken, welcher jedoch zum 3. November 2014 seinen Betrieb für Linienflüge eingestellt hat.

### Medien
Mit Ludwigshafen, Schifferstadt, Speyer und Zweibrücken zählt Pirmasens zu den fünf pfälzischen Städten, in denen es zwei Tageszeitungen gibt, die Pirmasenser Zeitung und Die Rheinpfalz mit ihrem Lokalteil Pirmasenser Rundschau.

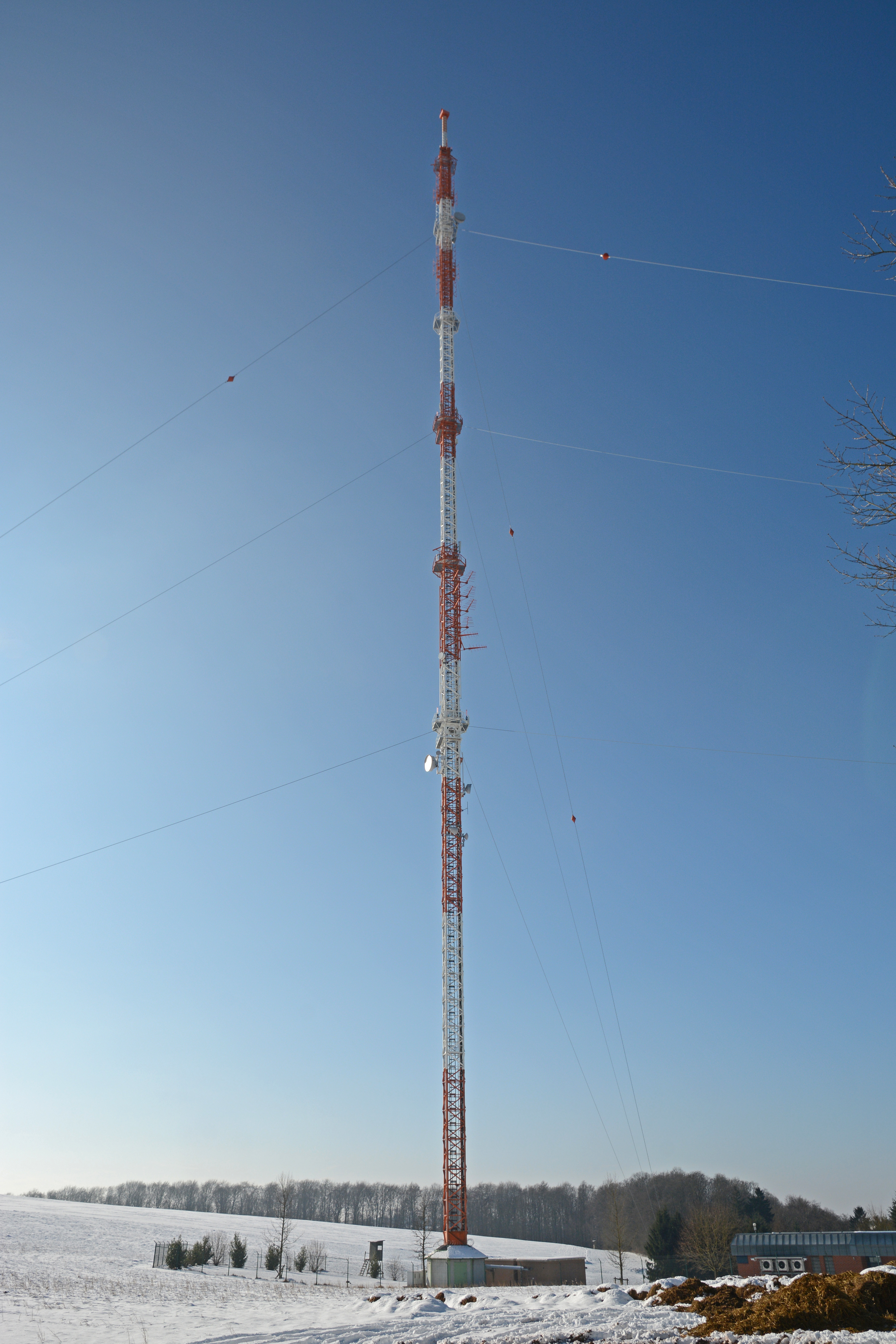
Sender Kettrichhof

In der Schlossgalerie hat der Radiosender Antenne Pirmasens seinen Sitz, das Programm wird auch vor Ort produziert. Als Fernsehsender zeigt der Südwestpfalz-OK nur regionale Beiträge. Die Region Pirmasens versorgt der Sender Kettrichhof mit Hörfunk und DVB-T.

### Behörden
Neben der eigenen Stadtverwaltung sind in Pirmasens die Kreisverwaltung des Landkreises Südwestpfalz und die Verbandsgemeindeverwaltung Pirmasens-Land ansässig. In einem Behördenzentrum in der Bahnhofstraße befindet sich der Sitz des Amtsgerichts Pirmasens und der Auswärtigen Kammern des Arbeitsgerichts Kaiserslautern. Im gleichen Gebäudekomplex ist auch das Vermessungs- und Katasteramt Westpfalz als untergeordnete Behörde des Landesamts für Vermessung und Geobasisinformation untergebracht.
Die Stadt ist Sitz einer Polizeidirektion, die zum Gebiet des Polizeipräsidiums Westpfalz gehört und für den gesamten umliegenden Landkreis zuständig ist. Der Polizeidirektion untergeordnet sind eine lokale Polizei- und eine Kriminalinspektion. Weitere Landes- und Bundesbehörden vor Ort sind das Finanzamt Pirmasens, das Forstamt Westrich und das Zollamt Pirmasens.

### Freizeit- und Sportanlagen
Der Pirmasenser Luft- und Badepark (Plub) ist das städtische Schwimmbad von Pirmasens. Das Gebäude im Stil des Neuen Bauens wurde Ende der 1920er-Jahre von August Härter entworfen und 1934 eröffnet. Den aktuellen Namen trägt es seit dem Umbau und der Neueröffnung 1988, für die das Bad deutlich vergrößert wurde.
Neben einer Reihe von Sportanlagen lokaler Vereine befindet sich auf der Husterhöhe das städtische Stadion des Fußballvereins FK Pirmasens. Um den gleichnamigen Weiher herum angelegt ist die Sport- und Freizeitanlage Eisweiher im Osten der Stadt mit Spielplatz, Liegewiese, Bolzplätzen, Minigolfplatz und Spielfeldern für Badminton und Volleyball. Der Strecktalpark im Zentrum der Stadt bietet einen Wasserspielplatz, einen Parcours für Skateboardfahrer, Liegewiese, Barfußpfad, Kneippanlage, sowie Spielfelder für Streetball und Beachvolleyball.

### Tourismus

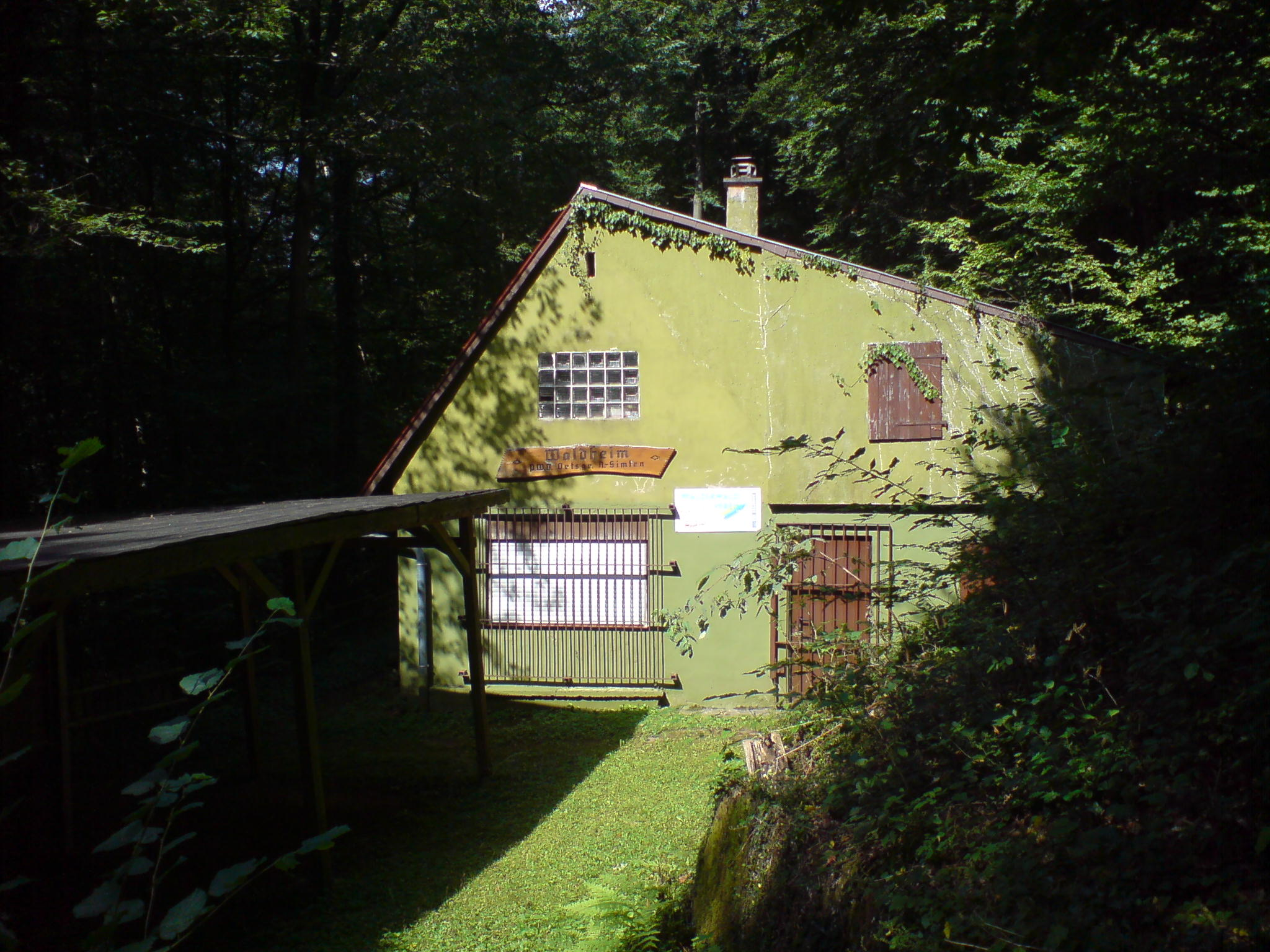
Waldheim am Rappeneck in Niedersimten

Im Stadtteil Niedersimten befindet sich das Waldheim am Rappeneck und in Winzeln die Stockwaldhütte; beide sind Hütten des Pfälzerwald-Vereins. Ein weiterer großer Verein ist die Sektion Pirmasens des Deutschen Alpenvereins mit 695 Mitgliedern (Stand: 31. Dezember 2021), welche 1897 gegründet wurde und das Rudolf-Keller-Haus auf der zu Lemberg gehörenden Langmühle betreibt.
Zudem führen der von Hornbach nach Wilgartswiesen verlaufende Pirminius-Radweg und der Premiumwanderweg Pirmasenser Felsenwald durch die Stadt.
Pirmasens ist westlicher Ausgangspunkt des mit einem gelben Balken markierten Fernwanderwegs Pirmasens–Belfort, südlicher Endpunkt eines mit einem blau-roten Balken versehenen Wegs, der in Kirchheimbolanden seinen Ausgangspunkt nimmt und liegt am mit einem weißen Kreuz gekennzeichneten Fernwanderweg Nahegau-Wasgau-Vogesen. Durch die Stadtteile Erlenbrunn und Ruhbank führt ein Wanderweg, der mit einem grünen Kreuz markiert ist und der von Freinsheim bis zum Erlenkopf verläuft.

## Persönlichkeiten
Zu Ehrenbürgern der Stadt wurden unter anderem der Schuhfabrikant Gustav Rheinberger im Jahr 1957 und der Politiker Josef Becker ernannt.

## Film
- Die Kleinstadt. Dokumentarfilm, Deutschland 2017, 67 Min., Regie: Philipp Majer, Produktion: Estragon Film.[52][53]